# Державний Російський музей
Державний Росі́йський музе́й (рос. Государственный Русский музей) — найбільший музей російського мистецтва в світі, розташований у Санкт-Петербурзі.

## Історія музею
Російський музей Олександра III було засновано керівництвом у 1895, відкрито для відвідувачів у 1898. За попередніми розрахунками музей створювали як історико-археологічний (на той час термін «археологія» означав вивчення старовини, у тому числі й пам'яток мистецтва) і художній музей. Музей було створено для того, щоб увічнити пам'ять імператора Олександра III, що помер у 1894, і надати досить повну уяву про художній і культурний стан Російської імперії.
Пожвавлення уваги до російського мистецтва починає формуватися в тодішньому суспільстві у першій третині XIX ст. У цей час зросла популярність виставок Академії мистецтв (вони влаштовувалися із 1824 регулярно кожні три роки). Значну кількість зібрання музею в самій Академії склали роботи вихованців і професорів закладу. У 1810 році виник «Російський музеум» П. Свиньїна — (колекціонера й популяризатора російського мистецтва).
З 1801 до імператорських зібрань починають надходити витвори тогочасних російських живописців. З часом виникла потреба відкриття залу національного живопису в Ермітажі. Невеликий за обсягом зал російського мистецтва було відкрито в 1825 (до експозиції увійшли 16 картин). Пізніше ця колекція поповнилася за рахунок витворів Брюллова, Іванова й Айвазовського.
Проте зібрання Ермітажу належало імператору. І в 1860-ті , коли російська мистецтвознавча наука вивільнилася з-під впливу художньої критики, стало зрозуміло, що імператорська колекція дає недостатньо повний та однобічний погляд на національне мистецтво. Так виникла ідея створення незалежного від імператорської влади музею російського мистецтва.
У 1884 І. Гончаров виступив із проектом створення музею національного російського мистецтва в Москві (у газеті «Голос» від 9 травня).
Проте, суспільна ініціатива отримала підтримку влади тільки наприкінці століття. 13 квітня 1895 Микола II підписав Наказ, у якому йшлося про необхідність створення музею в Санкт-Петербурзі. Для цього проекту було дозволено використати Михайлівський Палац. У 1898 році до новоствореного музею було передано зібрання російського живопису з картинної галереї імператорського Ермітажу.
Ідея створення музею в Санкт-Петербурзі тоді була тісно пов'язана з імператором Олександром III. Він не був надто освіченою людиною, проте знався на мистецтві.

## Будівля Російського музею
Державна казна викупила за 4 000 000 карбованців для майбутнього музею Михайлівський палац — шедевр доби російського ампіру, створений у 1819—1825 рр. архітектором Карлом Івановичем Россі. Інтер'єри палацу створювалися також під керівництвом Россі. Разом до виконання внутрішнього оздоблення будівлі було залучено найкращих майстрів ужиткового мистецтва й художників-декораторів.
У минулому палац належав князю Михайлу Павловичу, проте до кінця XIX ст. опинився майже покинутим.
У 1912—1916 кадемік архітектури Бенуа Леонтій Миколайович створив і втілив проект додаткового корпусу музею, що виходить фасадом на Катерининський канал. Первісно парадна зала цієї будівлі використовувалась для тимчасових виставок.

## Формування колекцій
В період 1895—1917 керівництво музею зайняло досить активні позиції задля отримання характерних чи уславлених зразків. Так, довгими клопотаннями музей отримав уславлену серію «Смолянок» художника Дмитра Левицького з палацу в Петергофі.
Складність ситуацій полягала в тому, що частка уславлений полотен деяких мистецьких течій вже розійшлася по приватним збіркам. Найкращі твори деяких російських майстрів вже придбав для своє галереї Третьяков Павло — картини Левицького, Василя Сурикова, Левітана тощо.

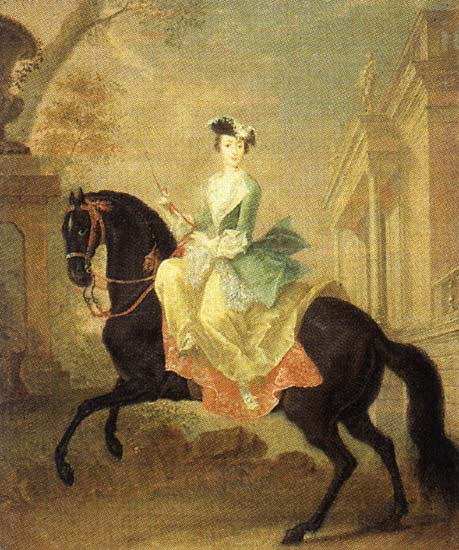
Худ. Георг Гроот, Катерина II верхи, 1744
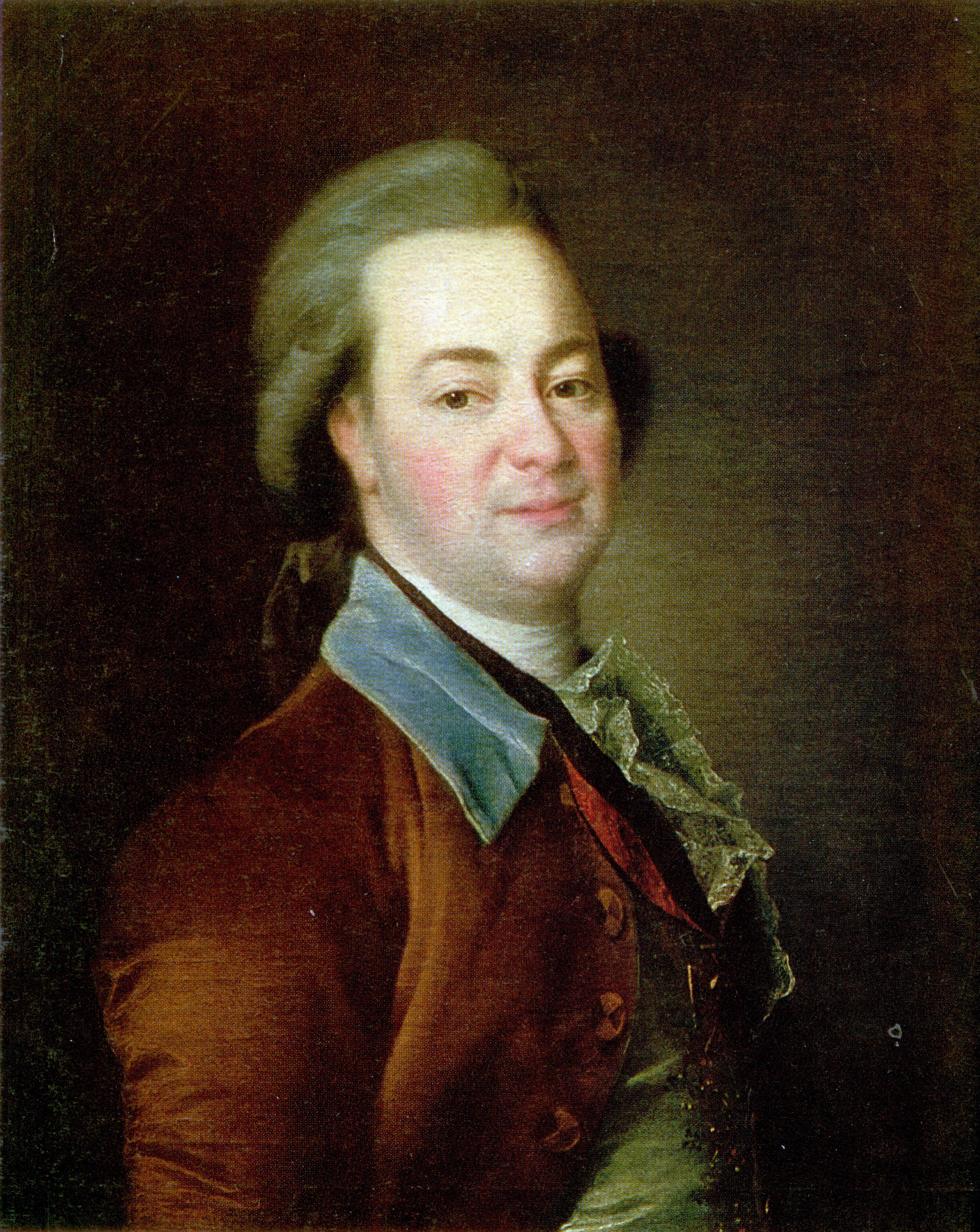
Худ. Д. Г. Левицький, портрет Храповицького
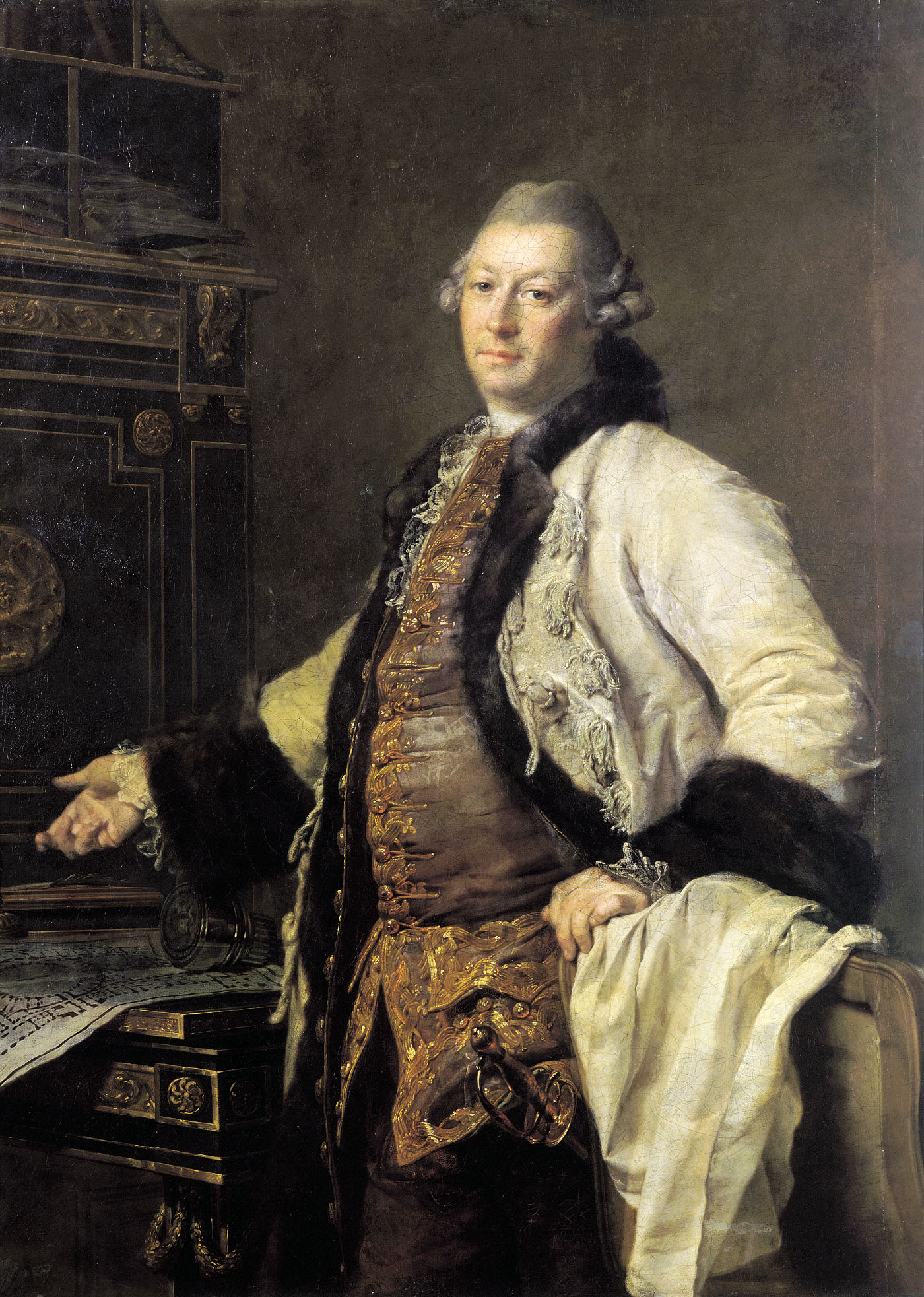
Худ. Д. Г. Левицький. Портрет архітектора Олександра Кокорінова
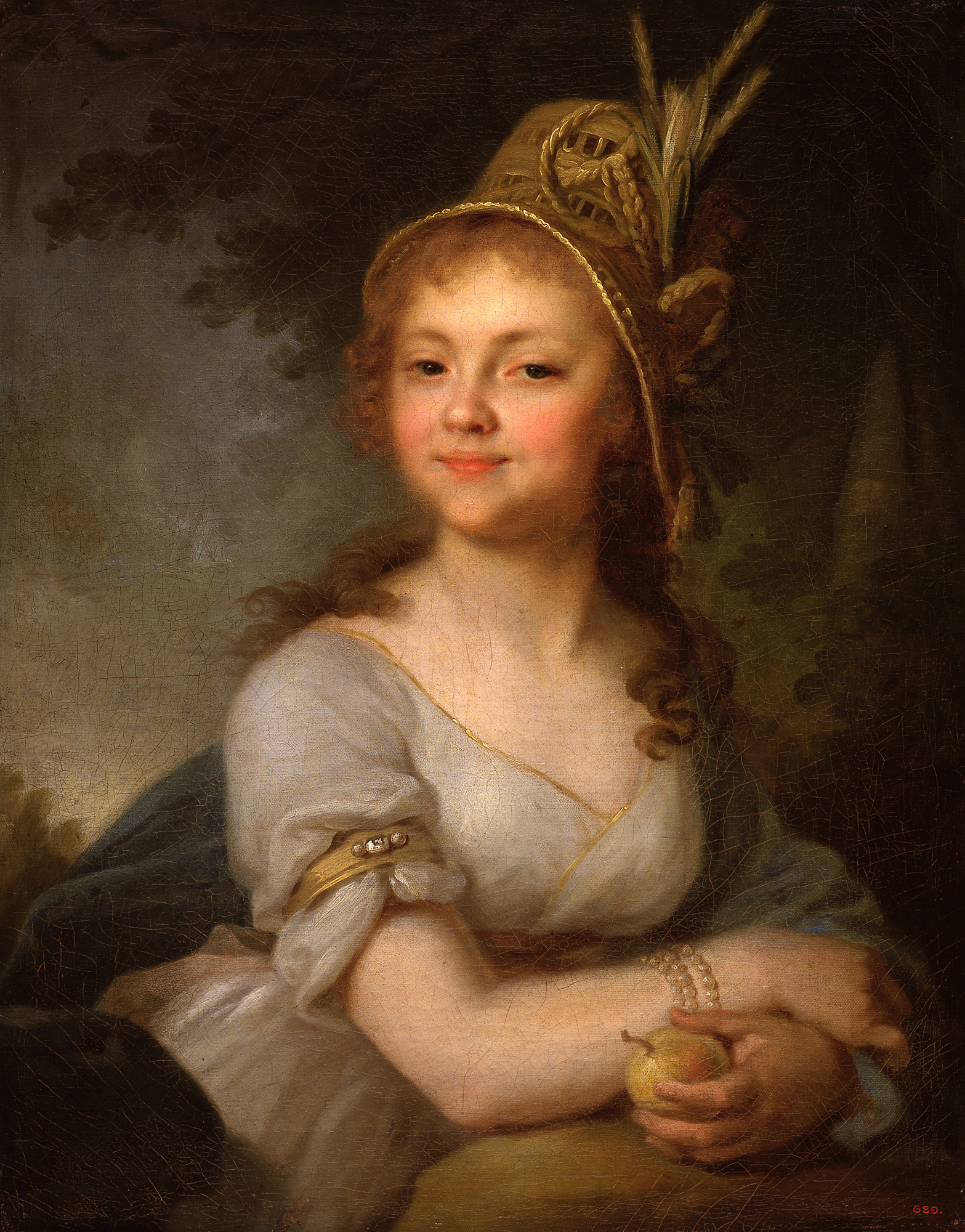
Худ. В. Л. Боровиковський, портрет Арсеньєвої

### За часів СРСР

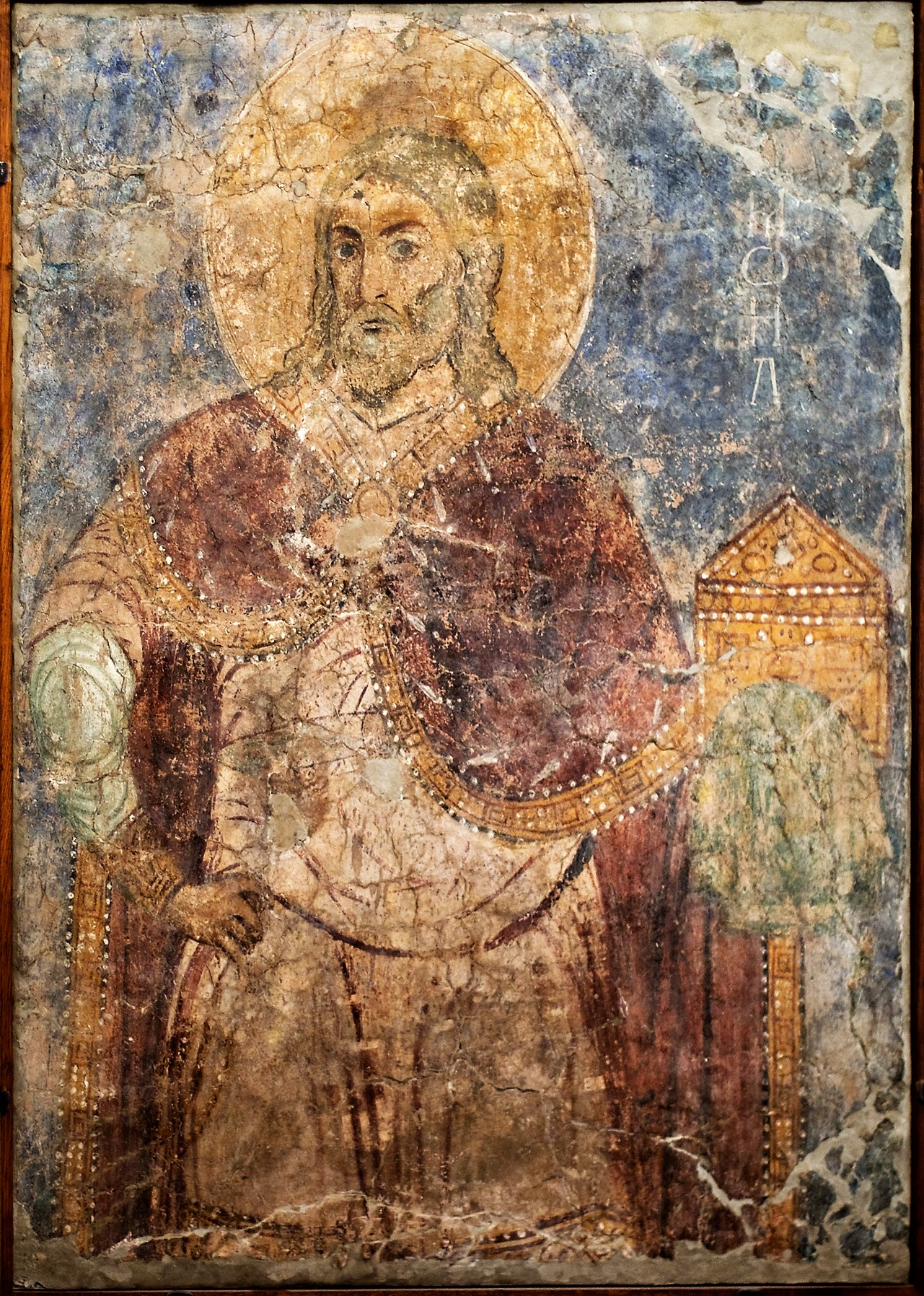
Пророк Самуїл. Фреска з Михайлівського Золотоверхого собору в Києві, 1112

Колекції та їх характер суттєво змінилися та поповнилися за часів СРСР. Активно проведена націоналізація покинутих художніх зібрань та їх вивіз в Російський музей вирівняли збірки в порівнянні з Третьяковською галереєю. До Російського музею передали збірки живопису та малюнків майстрів академізму з колишнього музею Петербурзької Академії мистецтв, багатьох вельможних садиб та столичних палаців.
Суттєво поповнилися розділи творів передвижників, майстрів «Світу мистецтв» (російською — «Мира искусств») тощо. Майже наново був сформований розділ декоративно-ужиткового мистецтва, народних промислів, дерев'яної різби, фрагментів народної дерев'яної архітектури.
Державний Російський музей зазнав менших політичних утисків, ніж столична Третьяковська галерея і мало брав в свої колекції політично ангажовані, примітивно агітаційні, холодно офіціозні твори соціалістичного реалізму, панівного стилю доби СРСР, нав'язаного керівництвом Кремля.
В роки послаблення комуністичної цензури, керівники Державного Російського музею першими почали збирати та купувати твори мистецтва російського авангарду та модерних течій, що значно розширило межі музейних зібрань.

### Колекція малюнків
До значних надбань музею належить колекція малюнків російських майстрів, де є
- Іван Єрмєньов, який наважився малювати російських жебраків наприкінці 18 століття
- низка малюнків майстрів академізму — від навчальних студій до самостійних композицій
- Кіпренський Орест Адамович
- Федотов Павло Андрійович
- Рєпін Ілля Юхимович
- Шишкін Іван Іванович
- Врубель Михайло Олександрович
- Бенуа Олександр Миколайович
- Сомов Костянтин Андрійович
- Серебрякова Зінаїда Євгенівна
- Борис Кустодієв та інші.

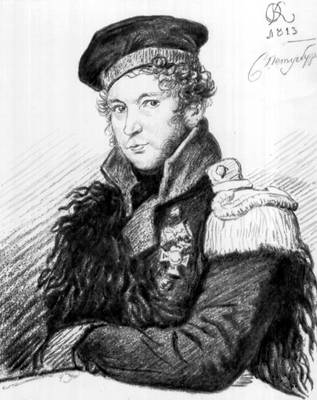
Орест Кіпренський. Портрет Томілова
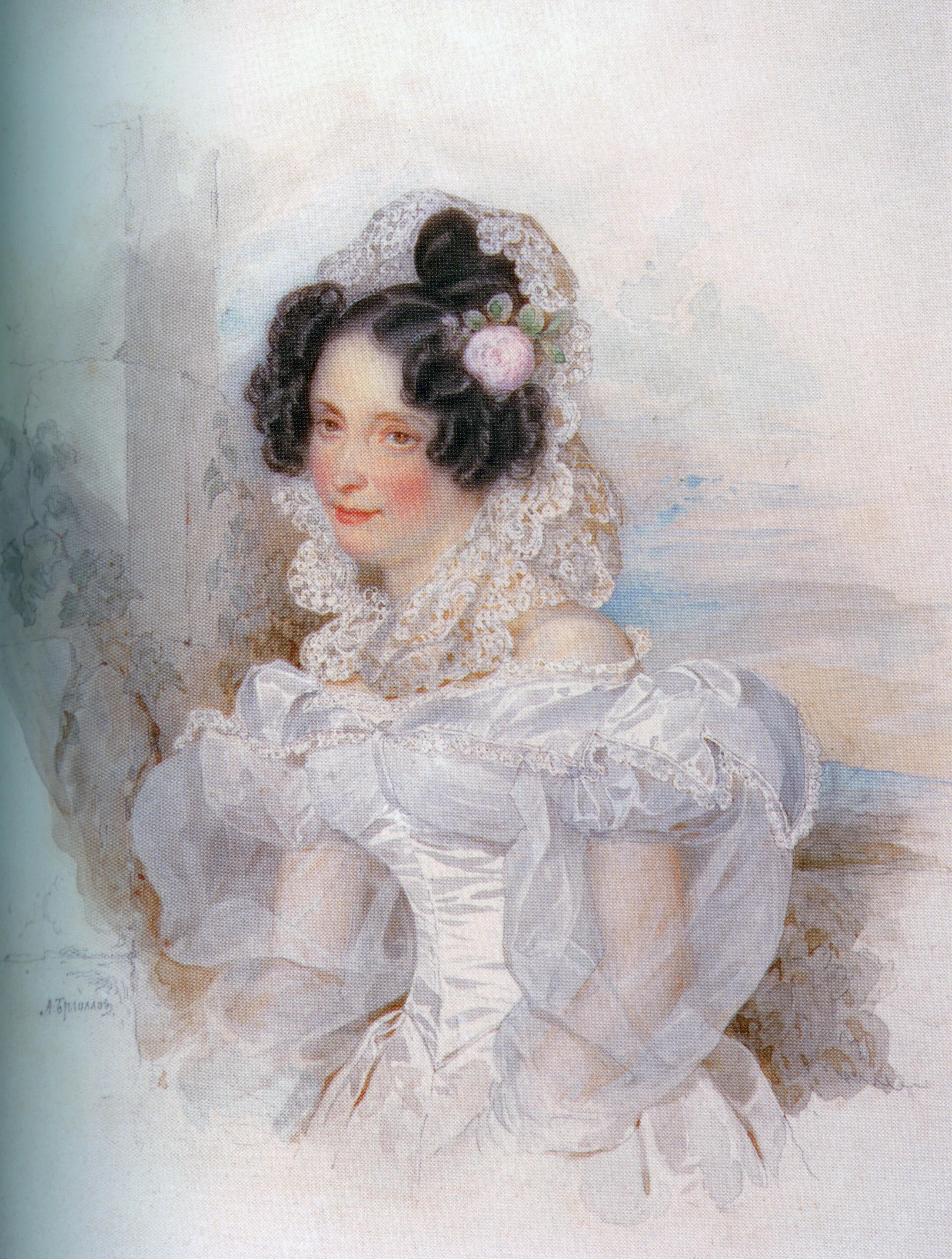
Олександр Брюллов, Катерина Буніна
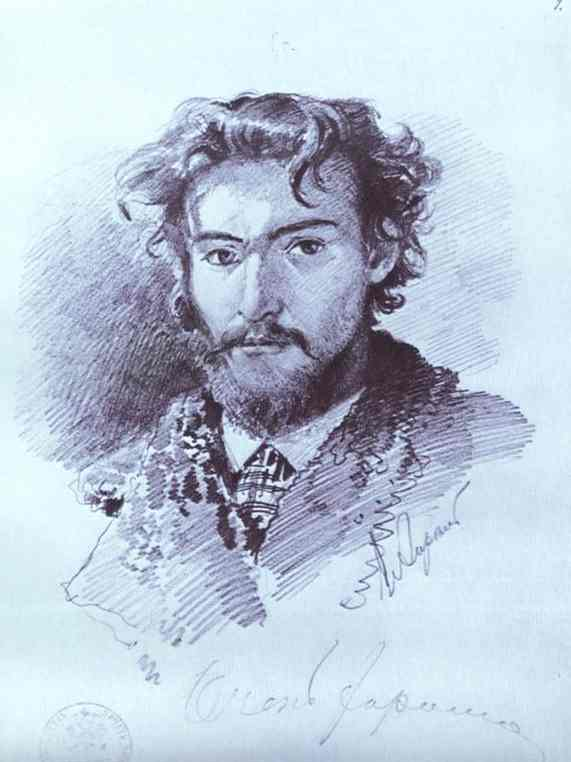
Федір Васильєв, автопортрет, 1873

## Нові функції кордегардій Михайлівського замку

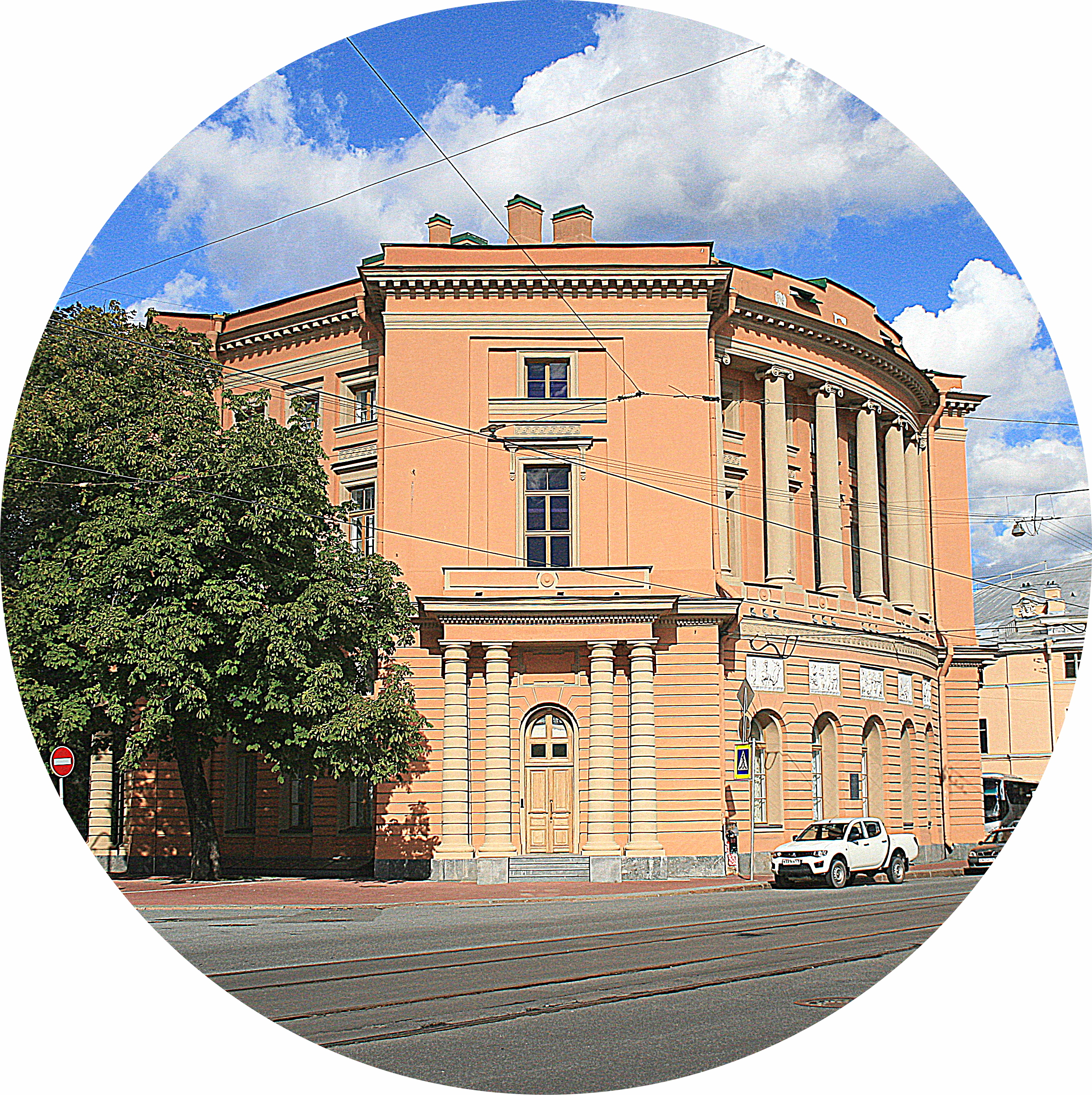
Східний павільйон кордгардій.

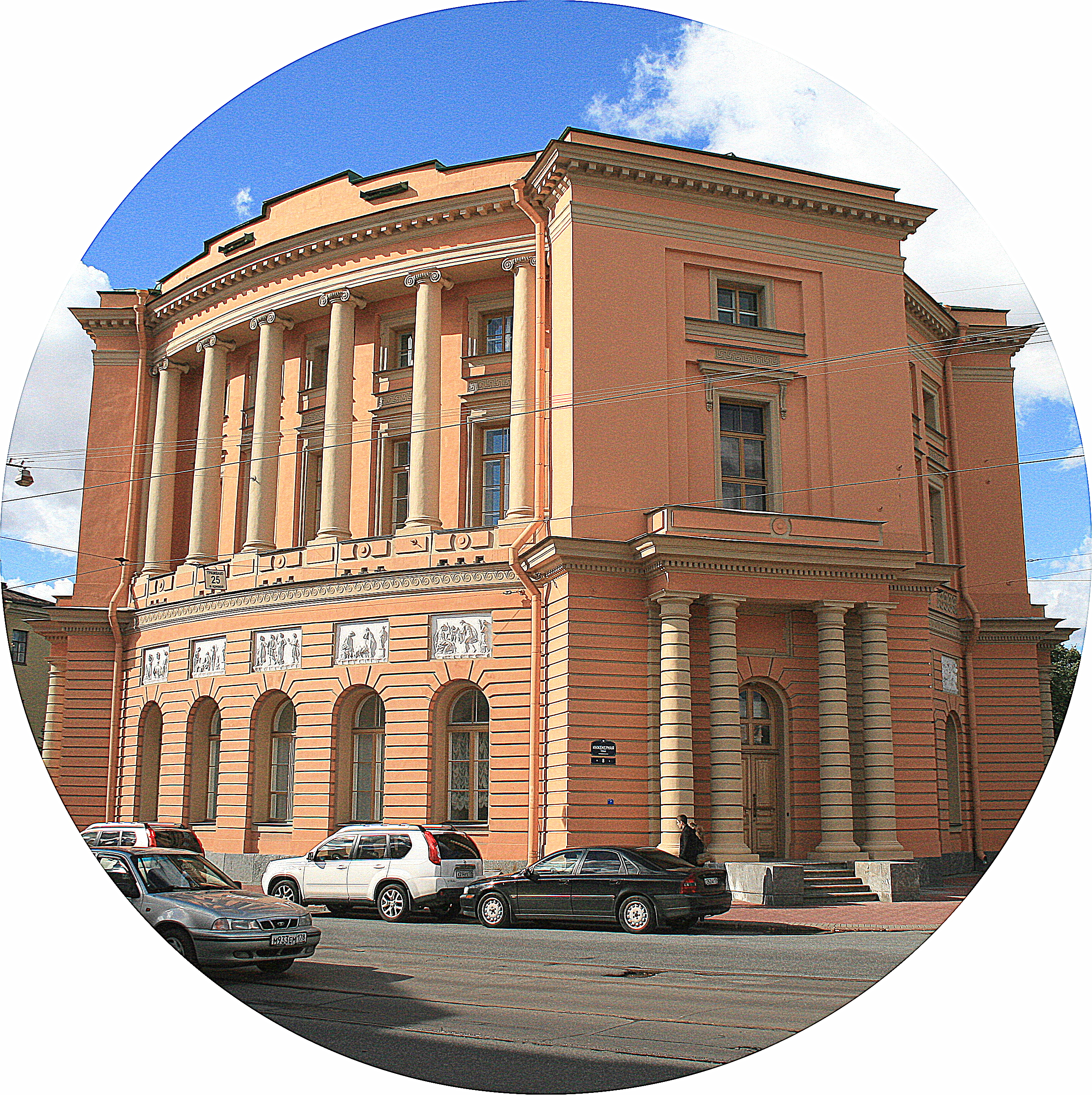
Західний павільйон, фото 2012 року.

У комплекс споруд Державного Російського музею увійшла ціла низка історично значущих і мистецькі вартісних старовинних споруд. Серед них — дерев'яний будиночок Петра І початку 18 століття та його резиденція Літній палац, Строгановський палац (архітектор Вартоломей Растреллі) на Невському проспекті, Мармуровий палац (архітектор Антоніо Рінальді), комплекс споруд Інженерного замку (колишній Михайлівський замок, архітектор Василь Баженов. В колишній ансамбль споруд Інженерного замку досі входять дві кордегардії, чудернацькі двоповерхові споруди з опуклими фасадами і рідкісною стилістикою французького класицизму.
Нестача сучасно обладнаних приміщень для новітніх музейних функцій спонукала керівництво музею переобладнати функції колишніх кордегардій. Східний павільйон кордегардій віддадуть під дитячу філію музею. В межах освітньо-дозвільного плану з назвою «ARTдегардія» тут будуть студії для розвитку творчого потенціалу дітей і підлітків Петербурга.
Іншу функцію матиме Західний павільйон. Саме в ньому розмістять «Електронний Російський музей». Це нова музейна установа, і, як обіцяють очільники музею, ще не має аналогів в музейному світі. Окрім віртуальних екскурсій, візитерам і віддаленим споживачам буде надана віртуальна можливість зазирнути в низку музейних картин і експонатів. Центр в Західному павільйоні також пов'яже у єдину мережу численні віртуальні філії Російського музею.
Серед новітніх завдань — і часткове відтворення картинної галереї Строгановського палацу, уславленої колекції міста, творів мистецтва, здебільшого розпроданих за часів сталінського режиму і лише частково збережених в Росії.

## Ескізи пензля Валентина Сєрова

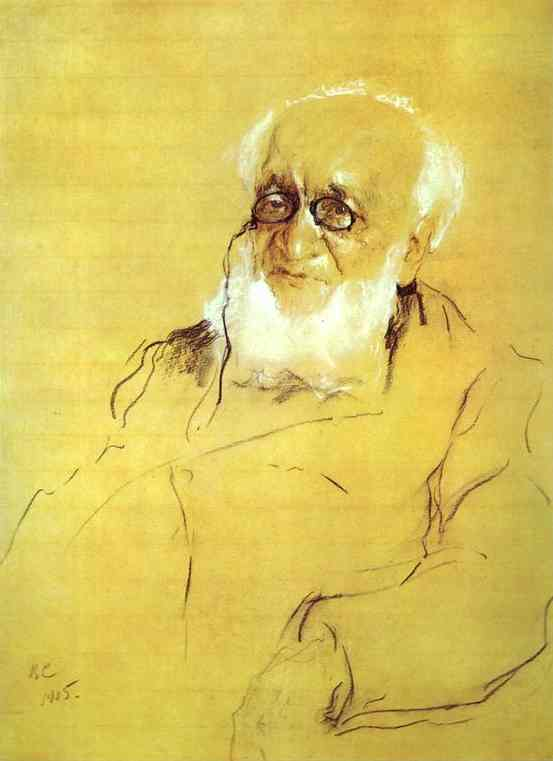
Валентин Серов, портрет Семьонова-Тян-Шанського
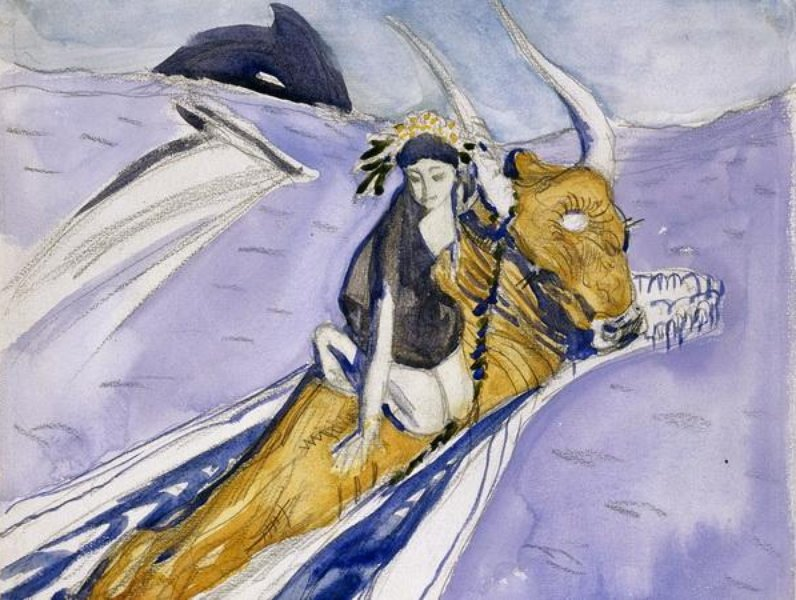
«Викрадення Європи», варіант композиції, акварель, 25,3 х 31,5 см, 1910 р.
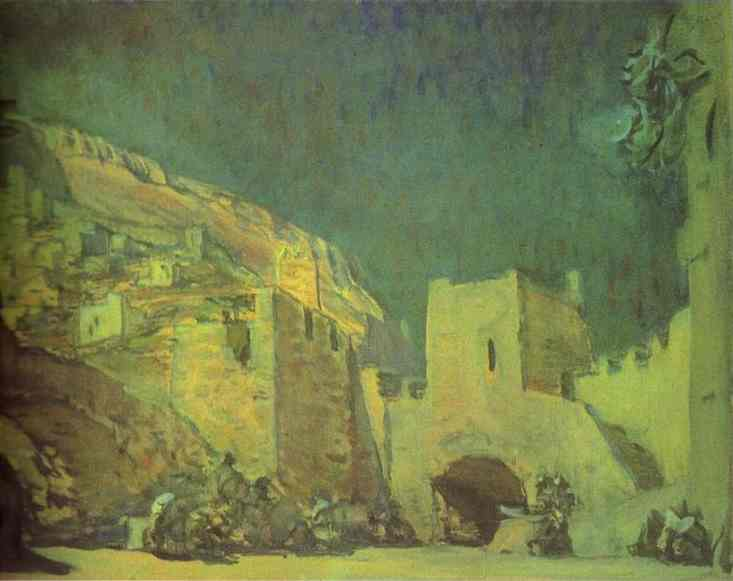
Валентин Серов, ескіз театральної декорації до опери «Юдиф»

## Колекція скульптур
Унікальною за повнотою стала колекція скульптур, активні розшуки якої музейні працівники не припиняли десятиліттями. Збірка має твори доби російського середньовіччя, доби реформ Петра І, бароко та класицизму, академізму, реалізму, новітніх течій 20 століття. За повнотою та якістю збірка займає одне з перших місць в Росії.
Нещодавно збірка отримала поповнення за рахунок передачі музею оригіналів скульптур Літнього саду. За планом, музей забирає до експозицій оригінали, а в саду виставляє копії (з міркувань збереження 300-річних оригіналів та запобігання вандалізму по відношенню до скульптур).

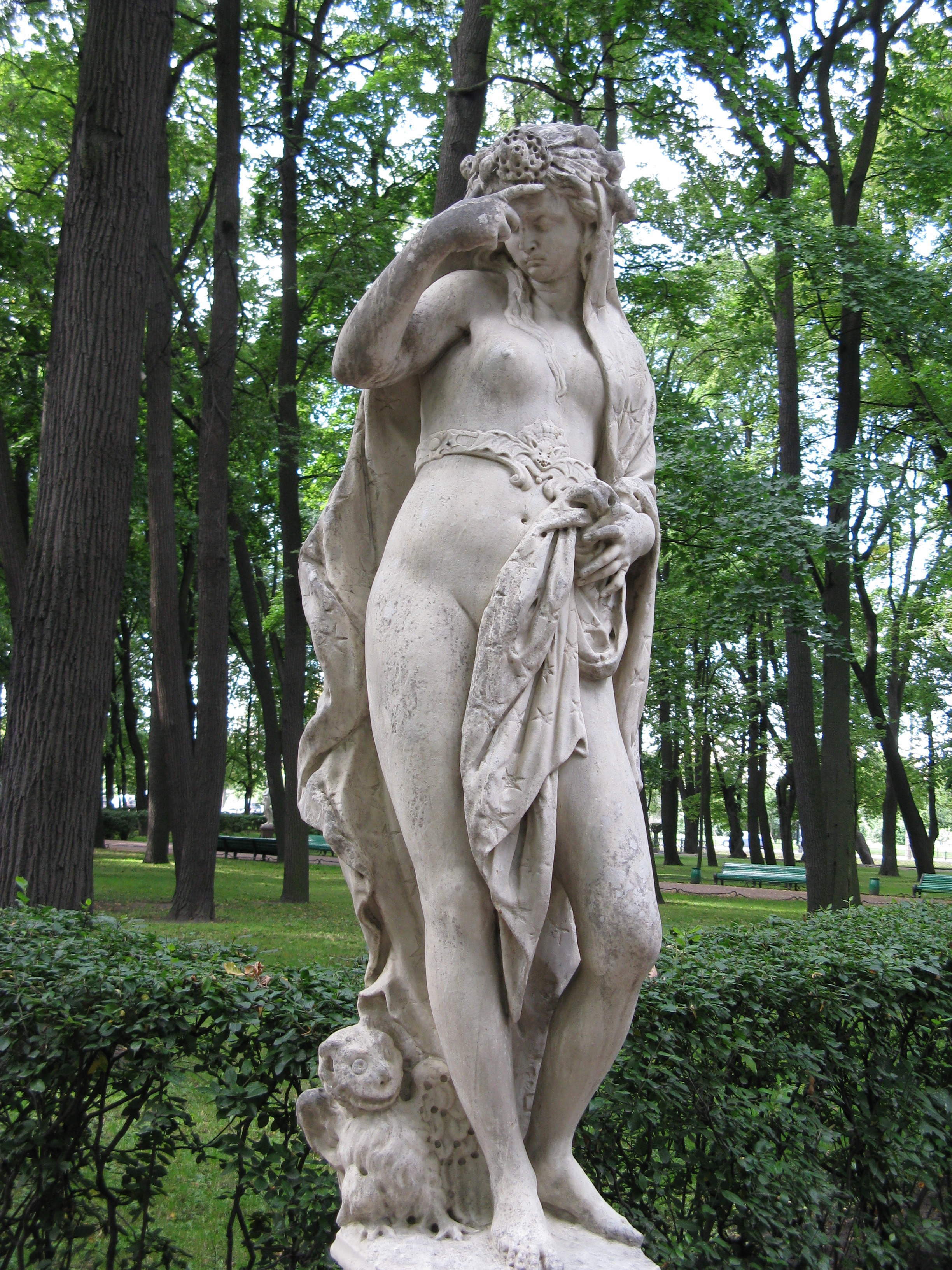
Ск. Джованні Бонацца, Ніч — скульптура з циклу «Перебіг доби», 1717. Літній сад
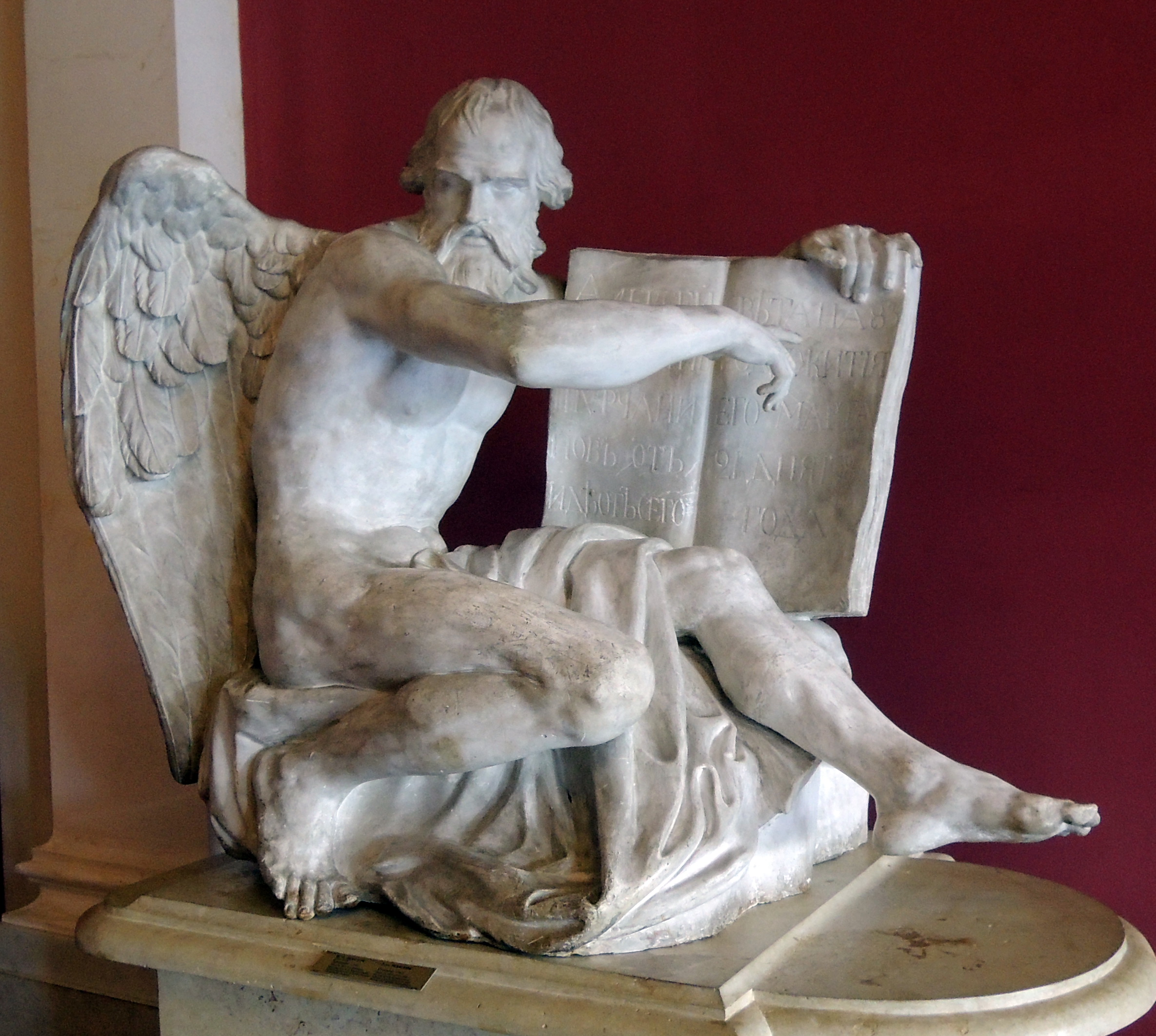
Мартос Іван Петрович. «Хронос з Книгою буття», надгробок Турчанінова, 1792, гіпсова модель
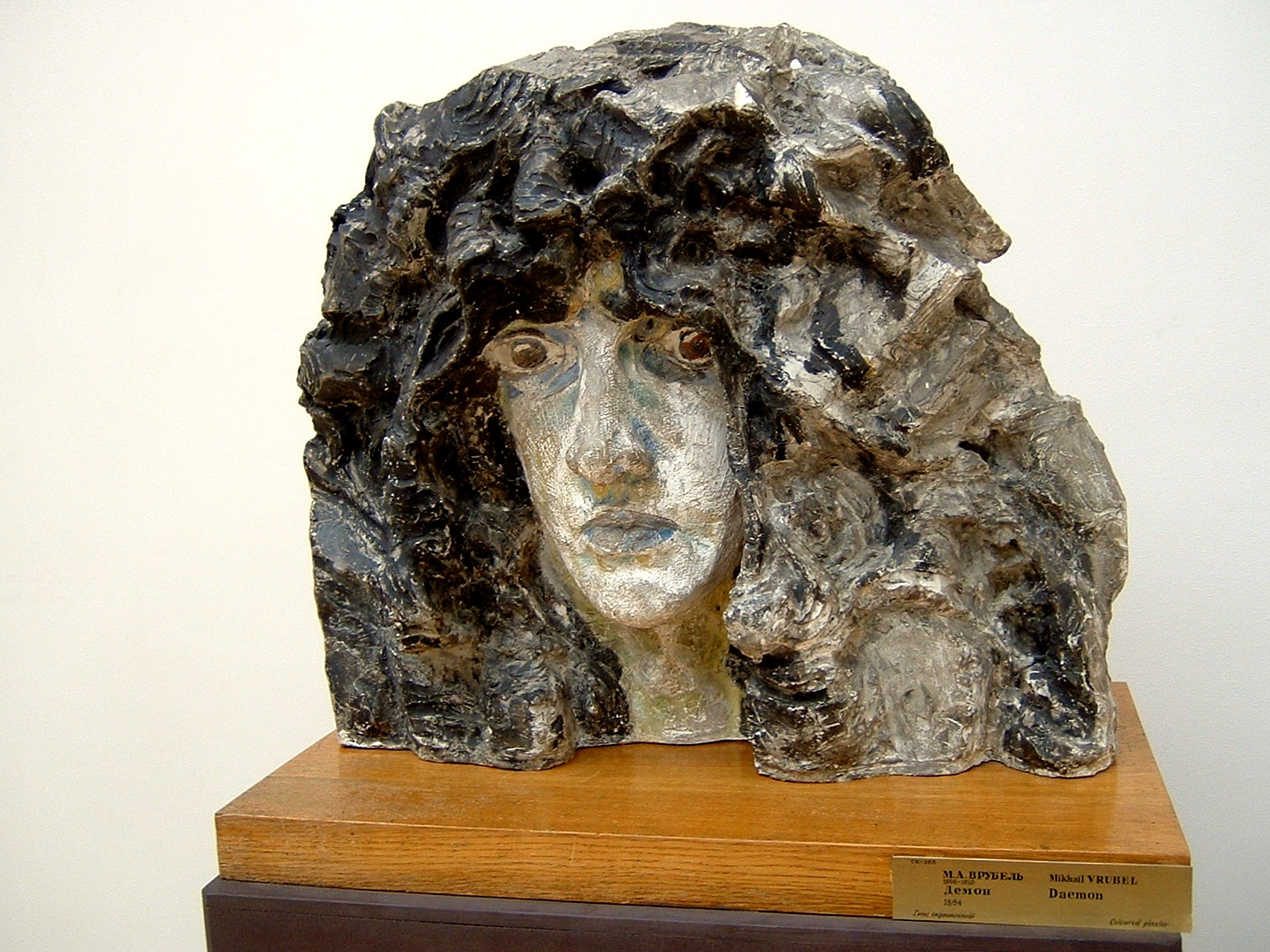
Врубель Михайло Олександрович, «Голова демона»
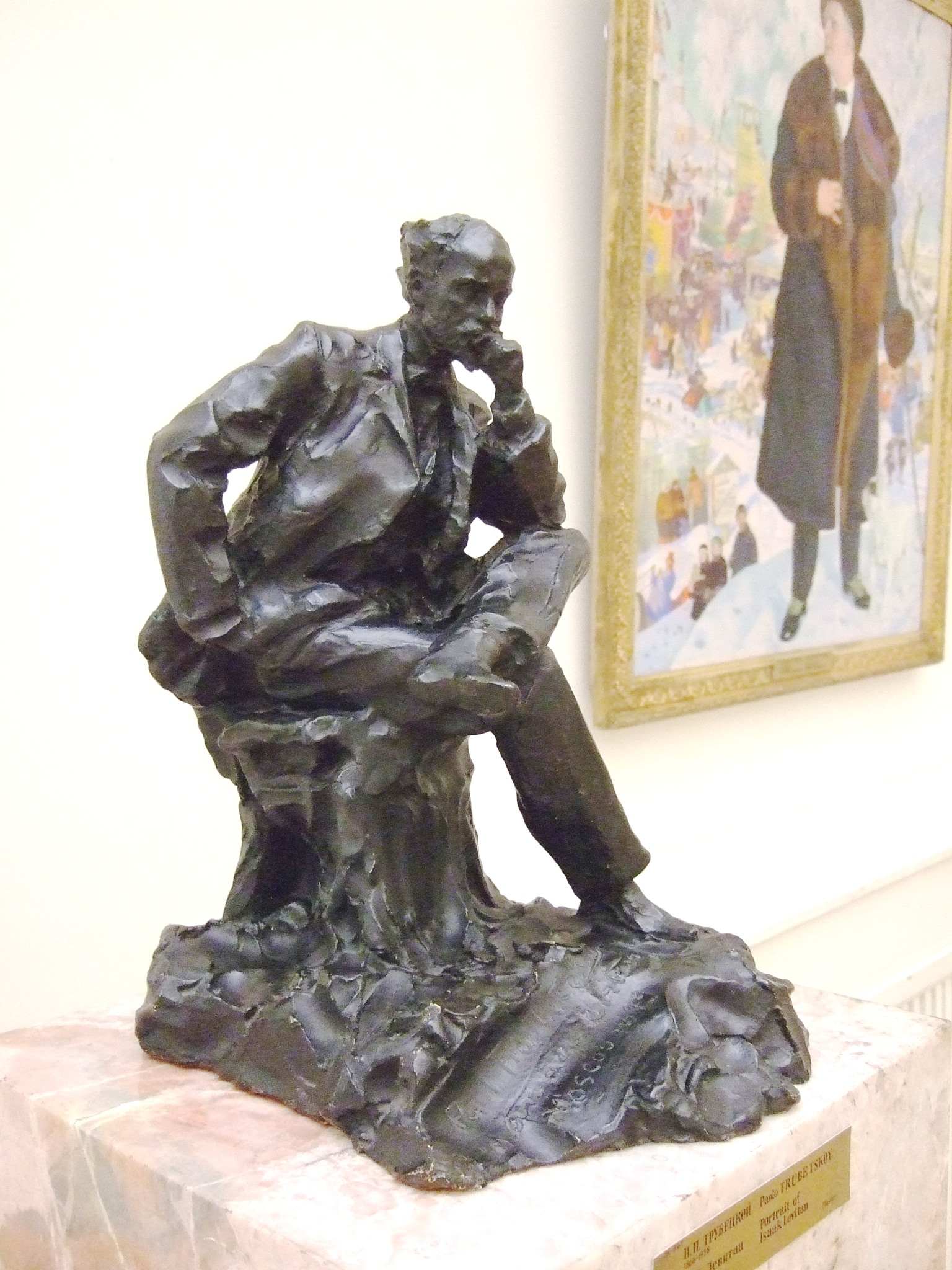
Скульптор Паоло Трубецькой, «Портрет художника Левітана»
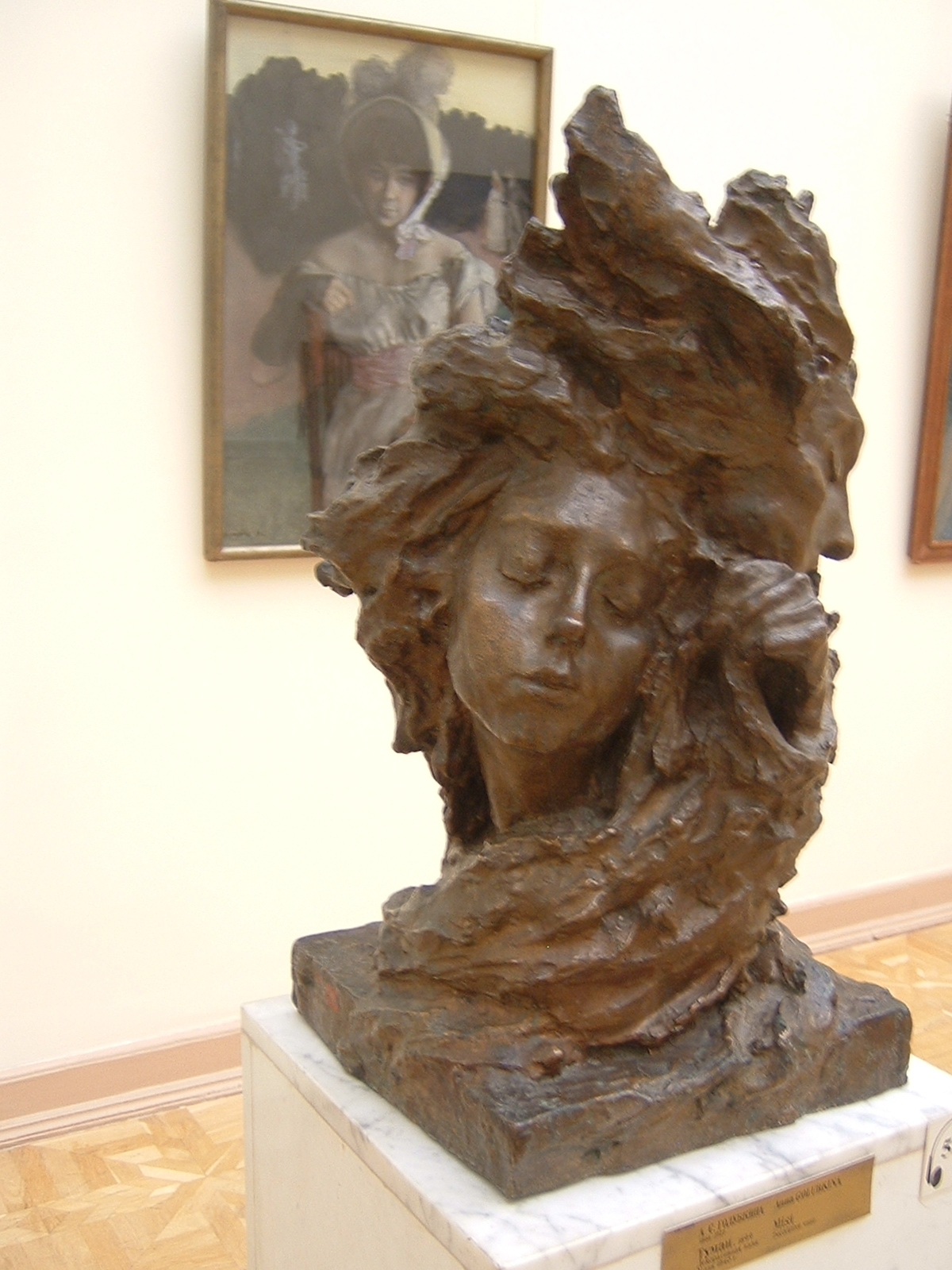
Скульптор Голубкіна, «Мрія»
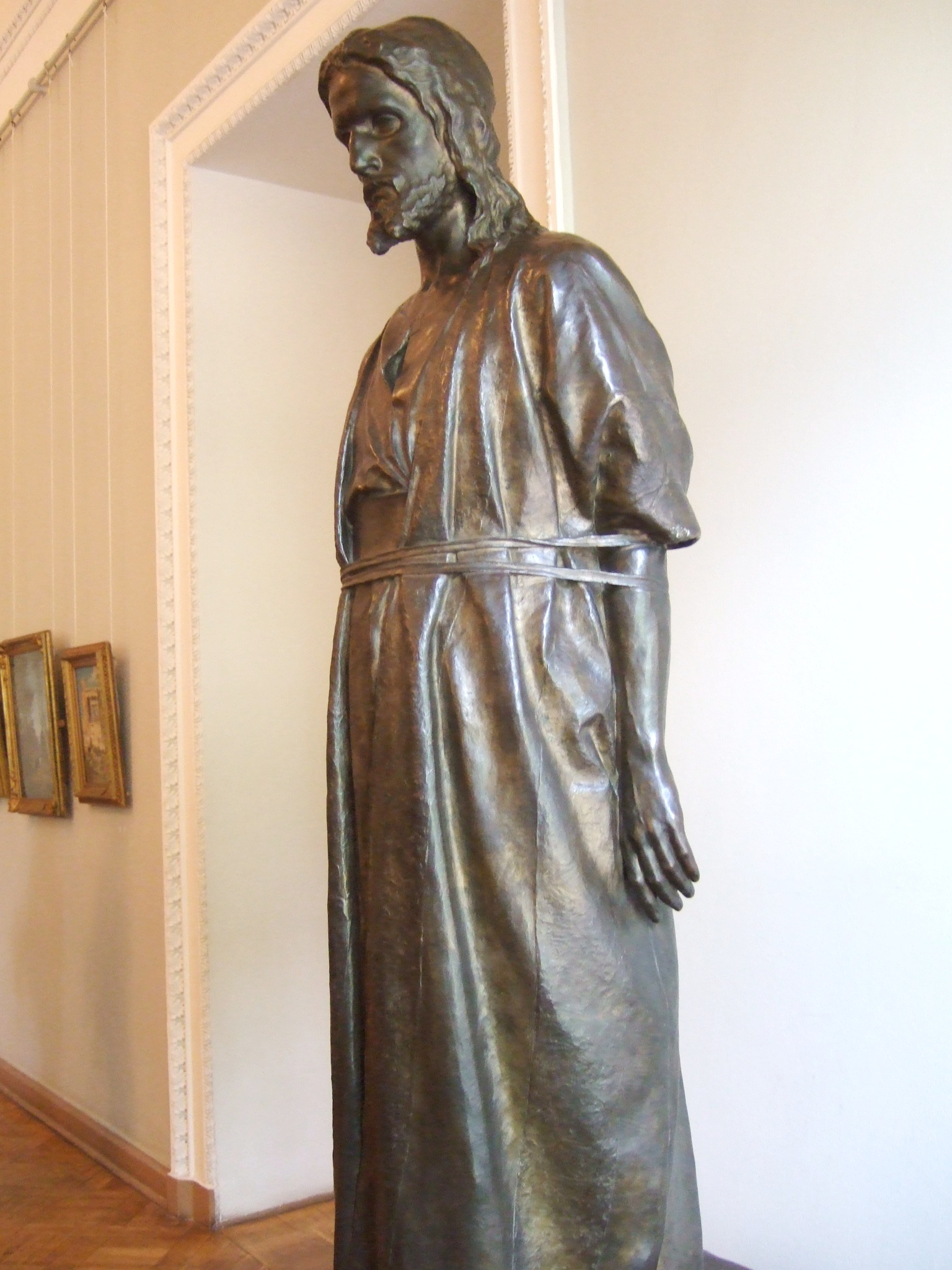
Скульптор Антокольський. «Христос перед народом»

До зібрань музею входить колекція картин російських художників і зібрання скульптури; малюнки, гравюри, предмети прикладного мистецтва, значна кількість художніх пам'ятників Київської Русі.
У Музеї є такі відділення, як: відділення російського мистецтва XVIII століття, XIX століття, відділення нових течій та відділення християнської старовини.

## Ікони

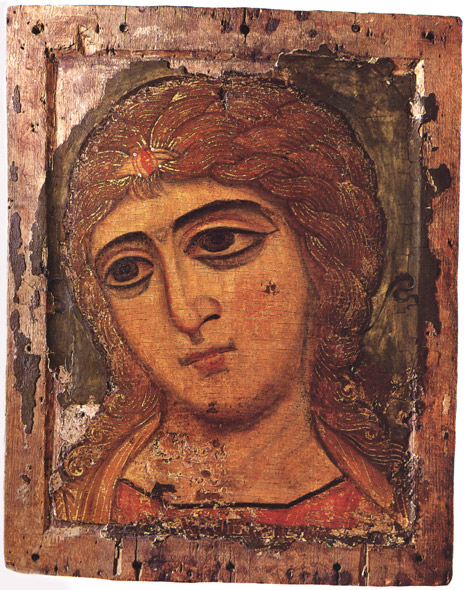
Янгол Золоті Власи, 12 століття
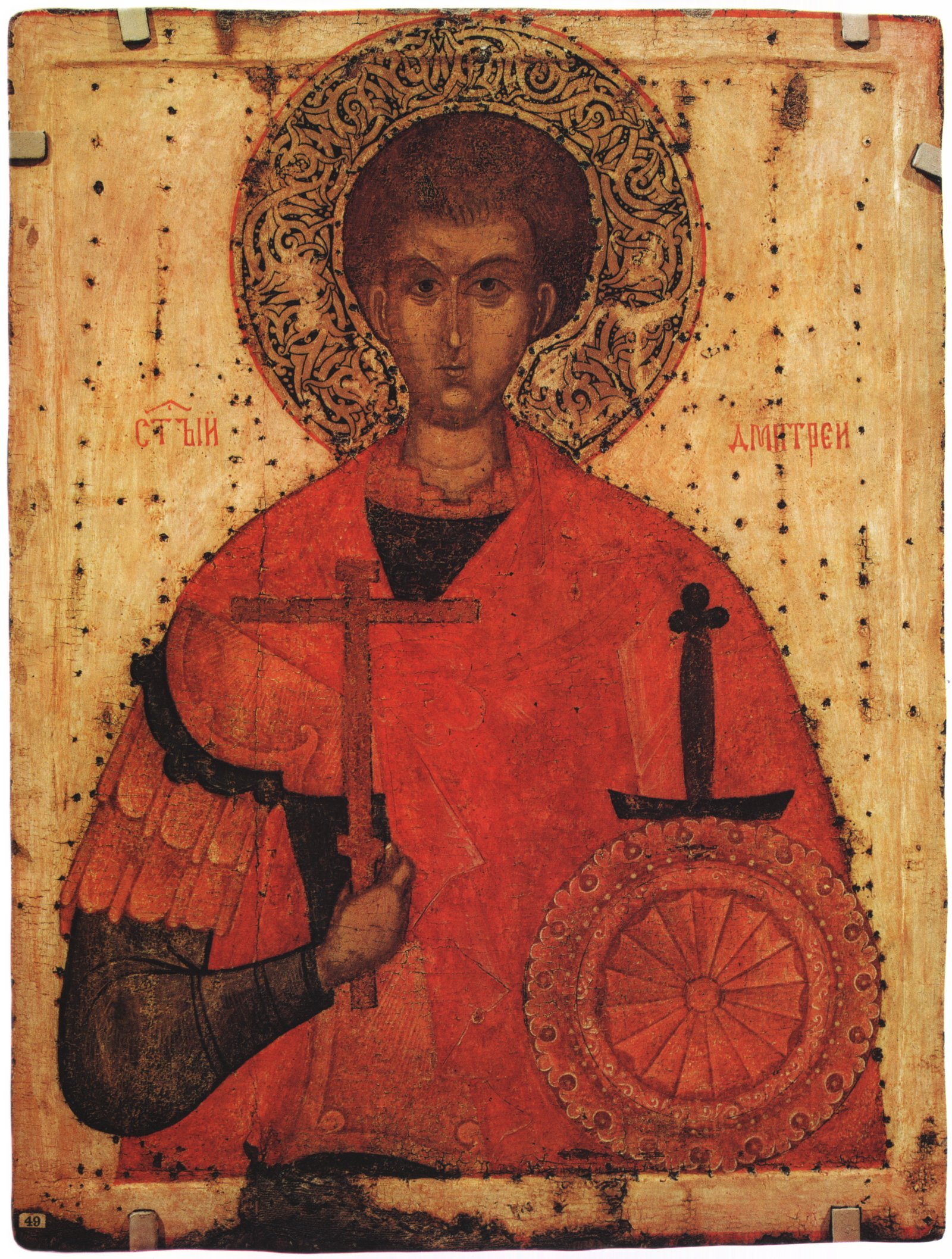
Дмитро Солунський, 15 століття
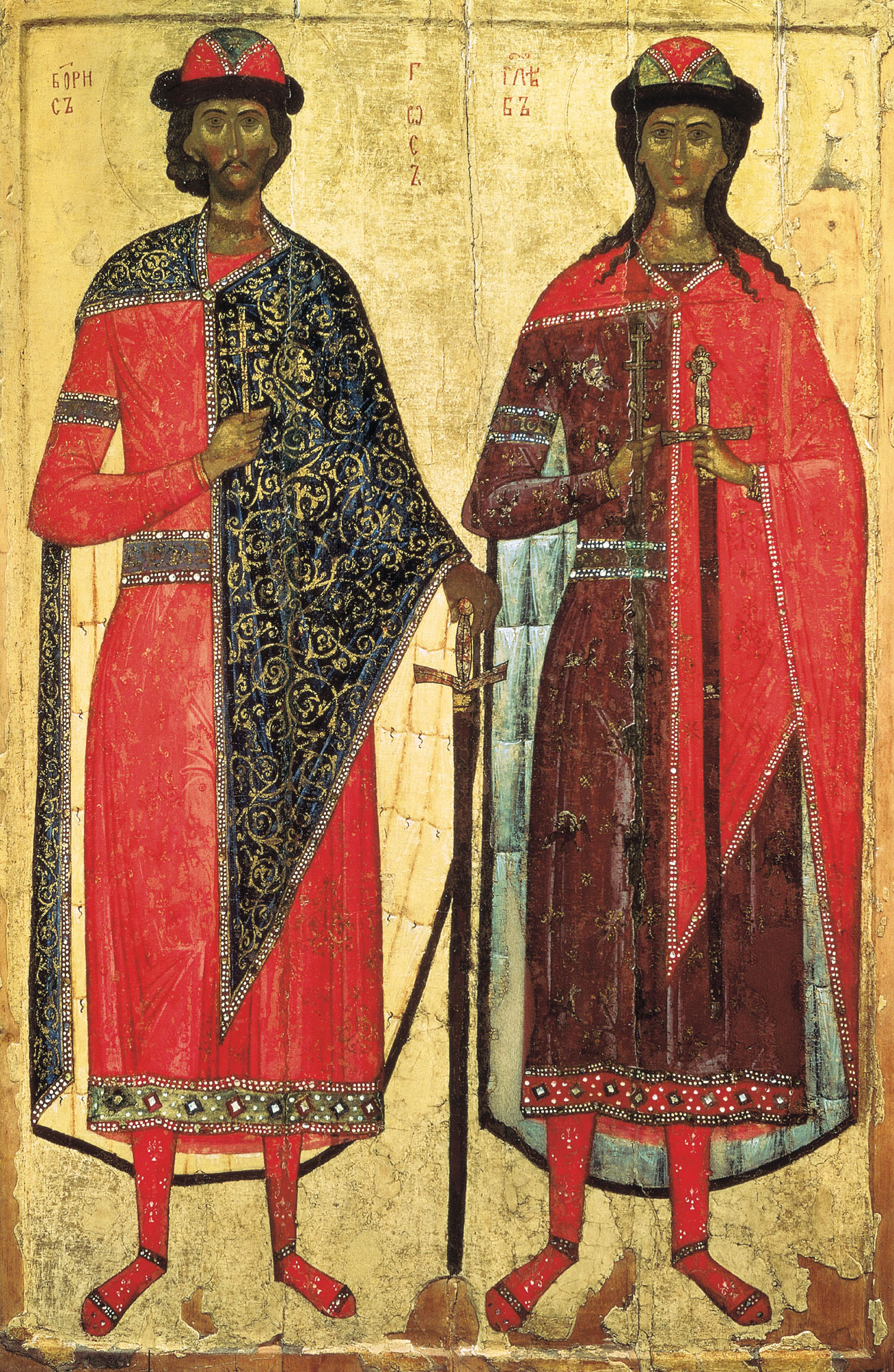
Святі Борис і Гліб, сер. XIV ст.
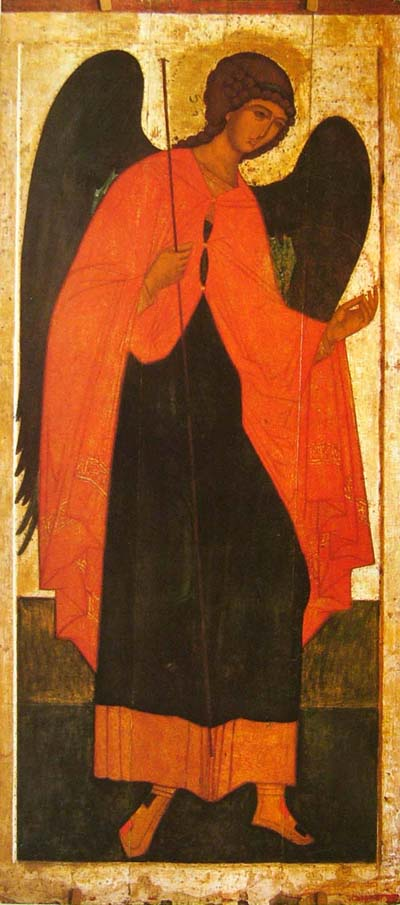
Архангел Михаїл, сер. XIV ст.

### Російське мистецтво XVIII століття

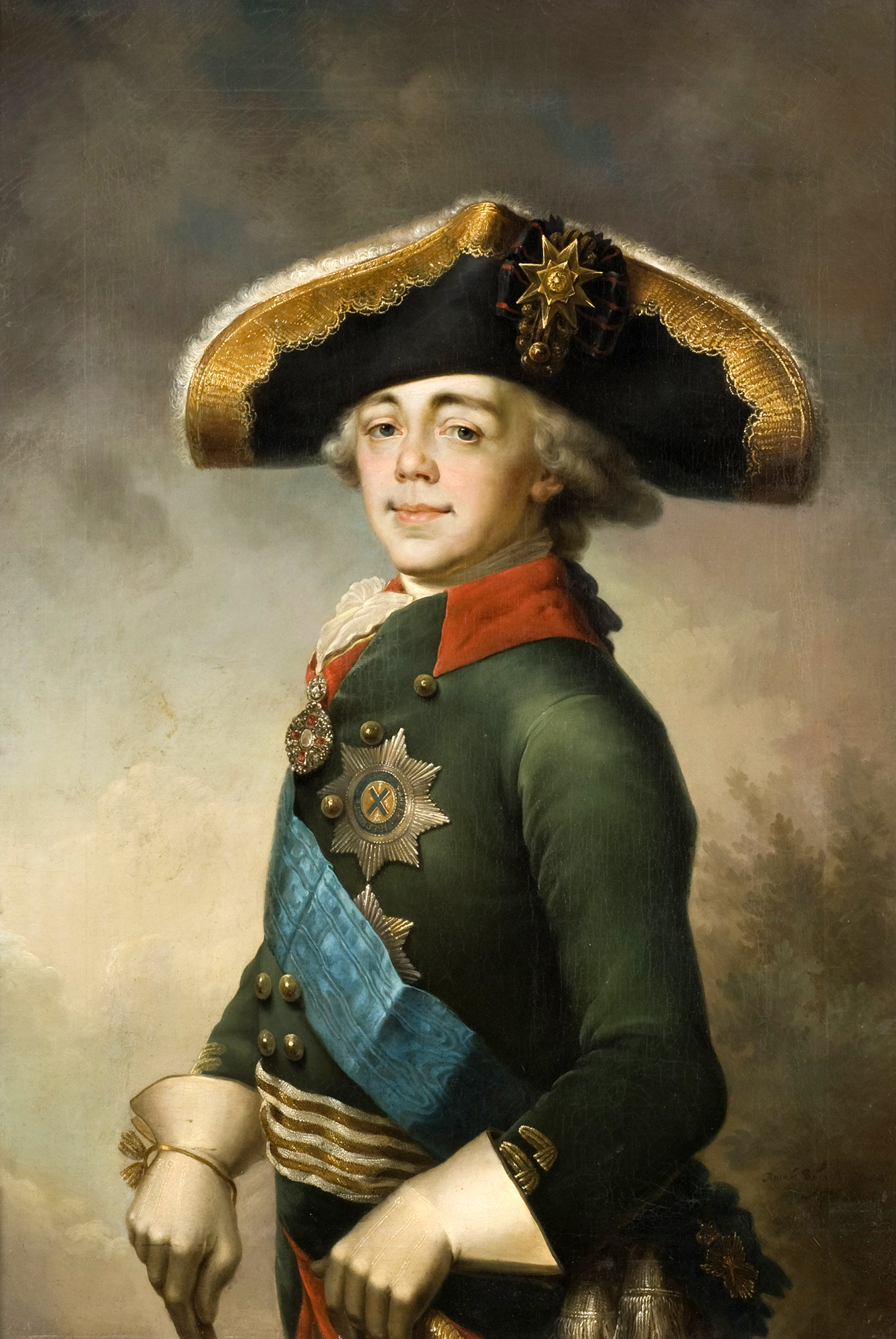
Володимир Боровиковський, «портрет Павла І, імператора Росії»
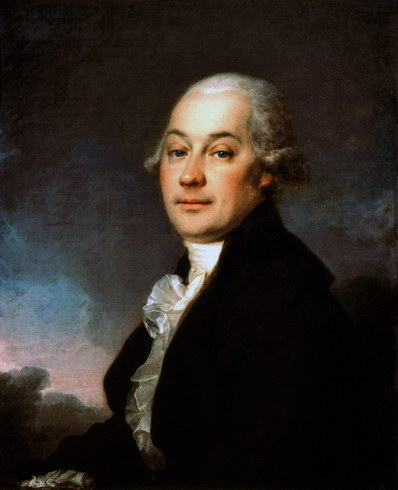
Дмитро Левицький, «портрет Йоганна Гауффа»
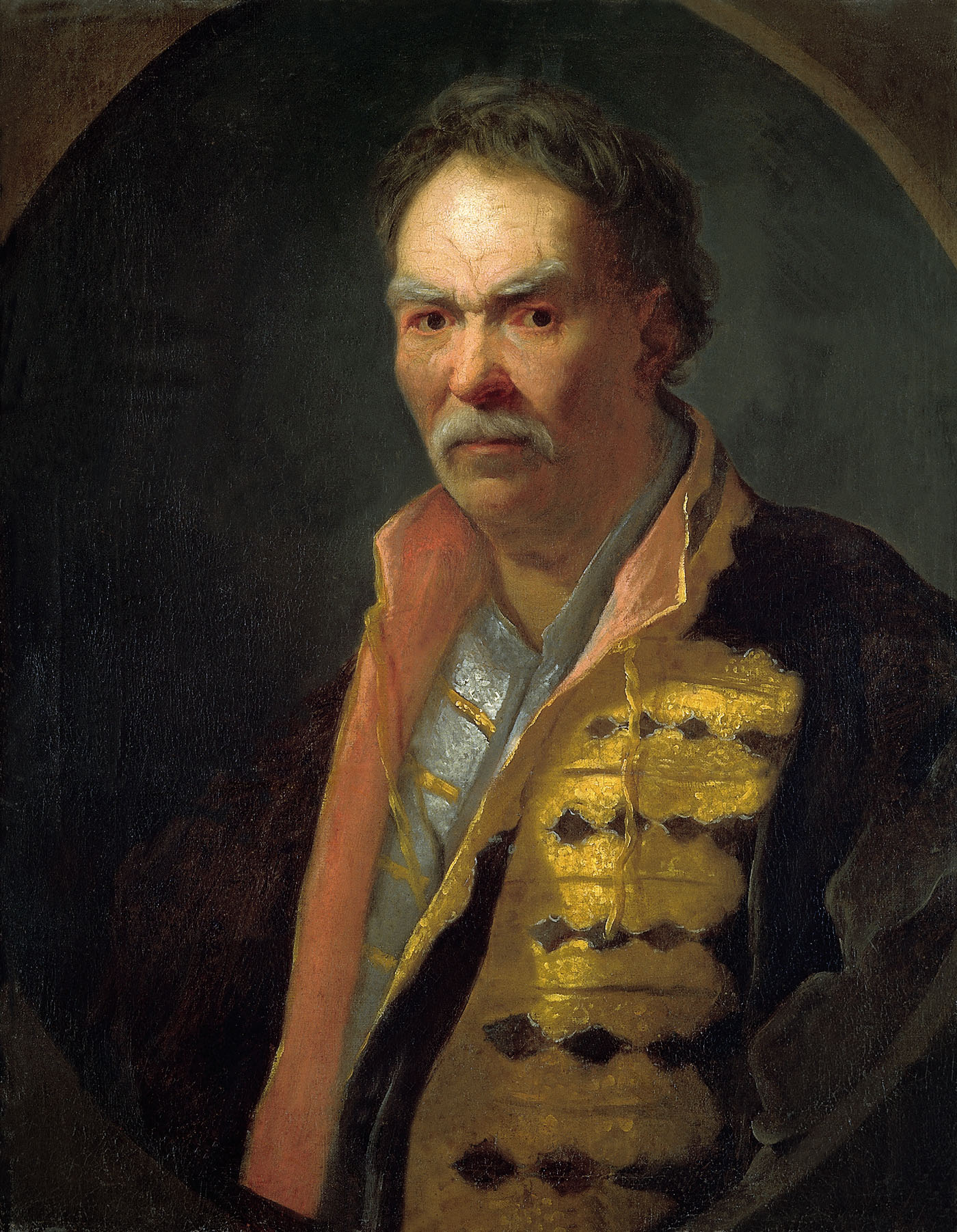
Іван Нікітін, «портрет гетьмана Полуботка»
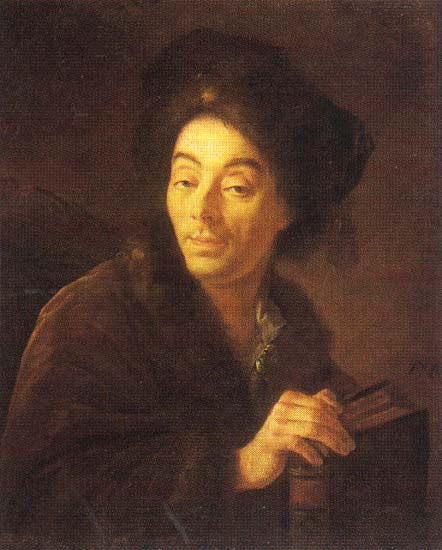
Худ. Антон Лосенко. «Актор Яків Шумський», (1760)

### Мистецтво XIX століття

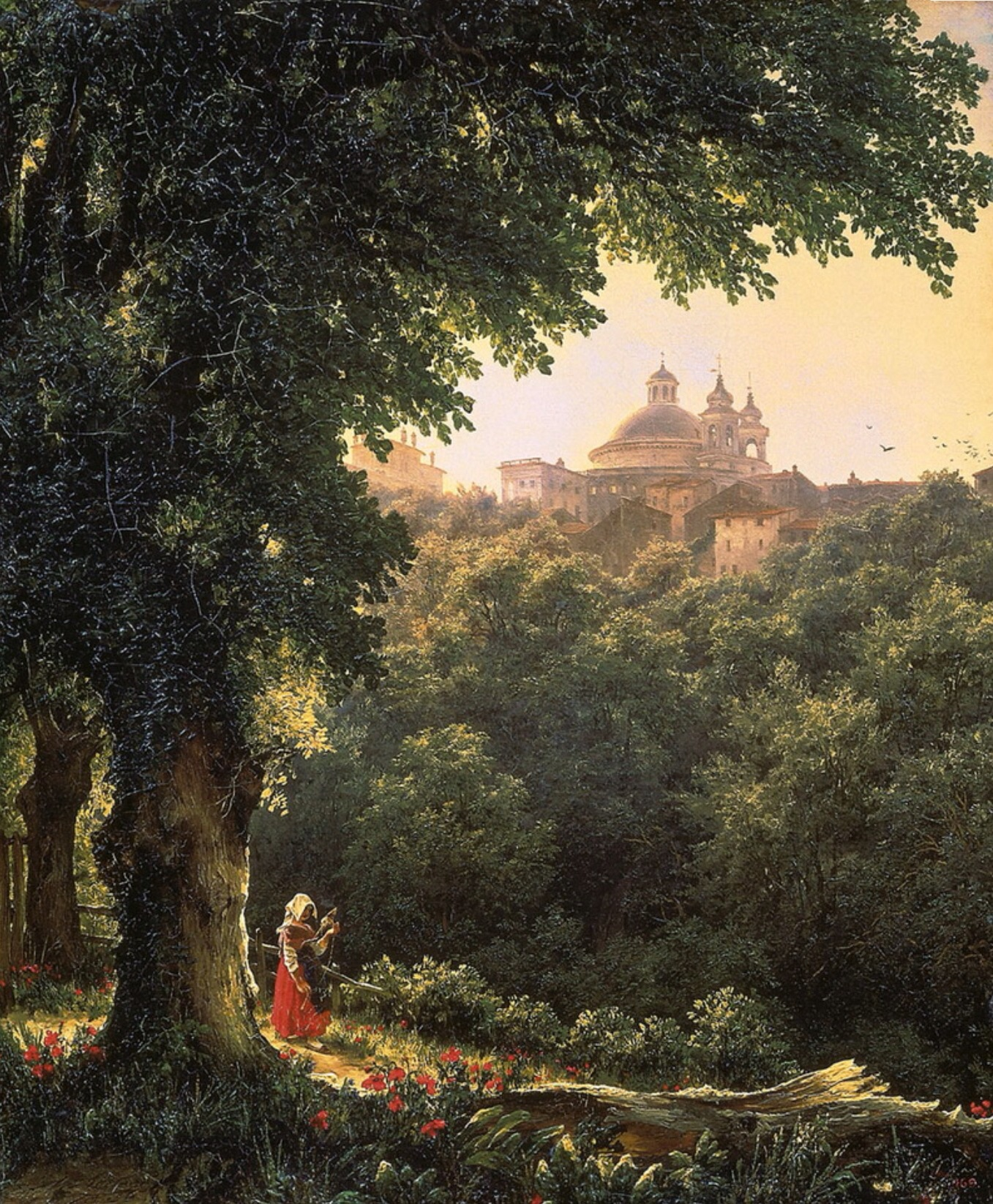
Лебедєв М.і. «Містечко Аріччя неподалік Риму», 1836
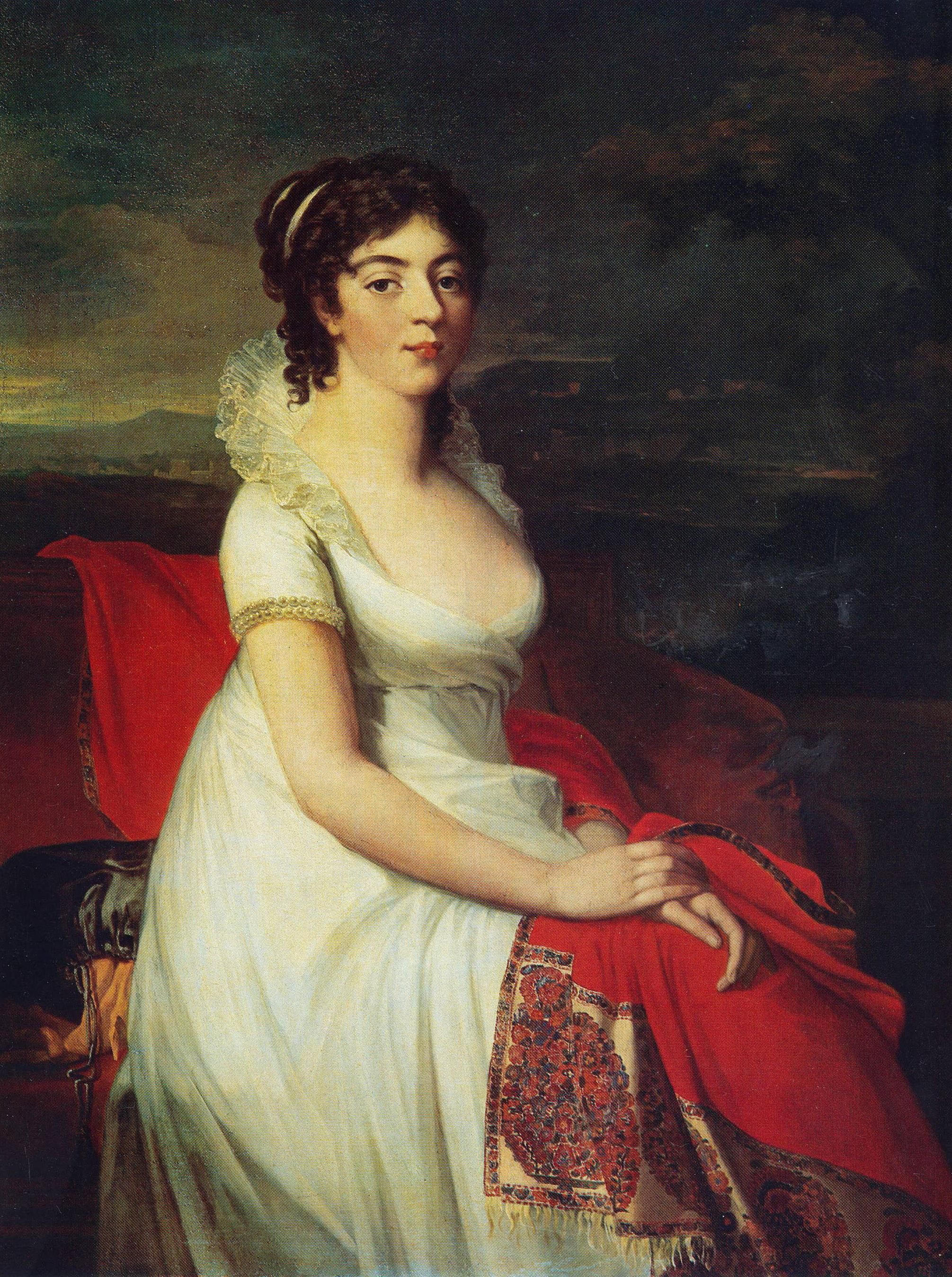
Моньє. «Еліза Шаховська», 1806, доба ампіру
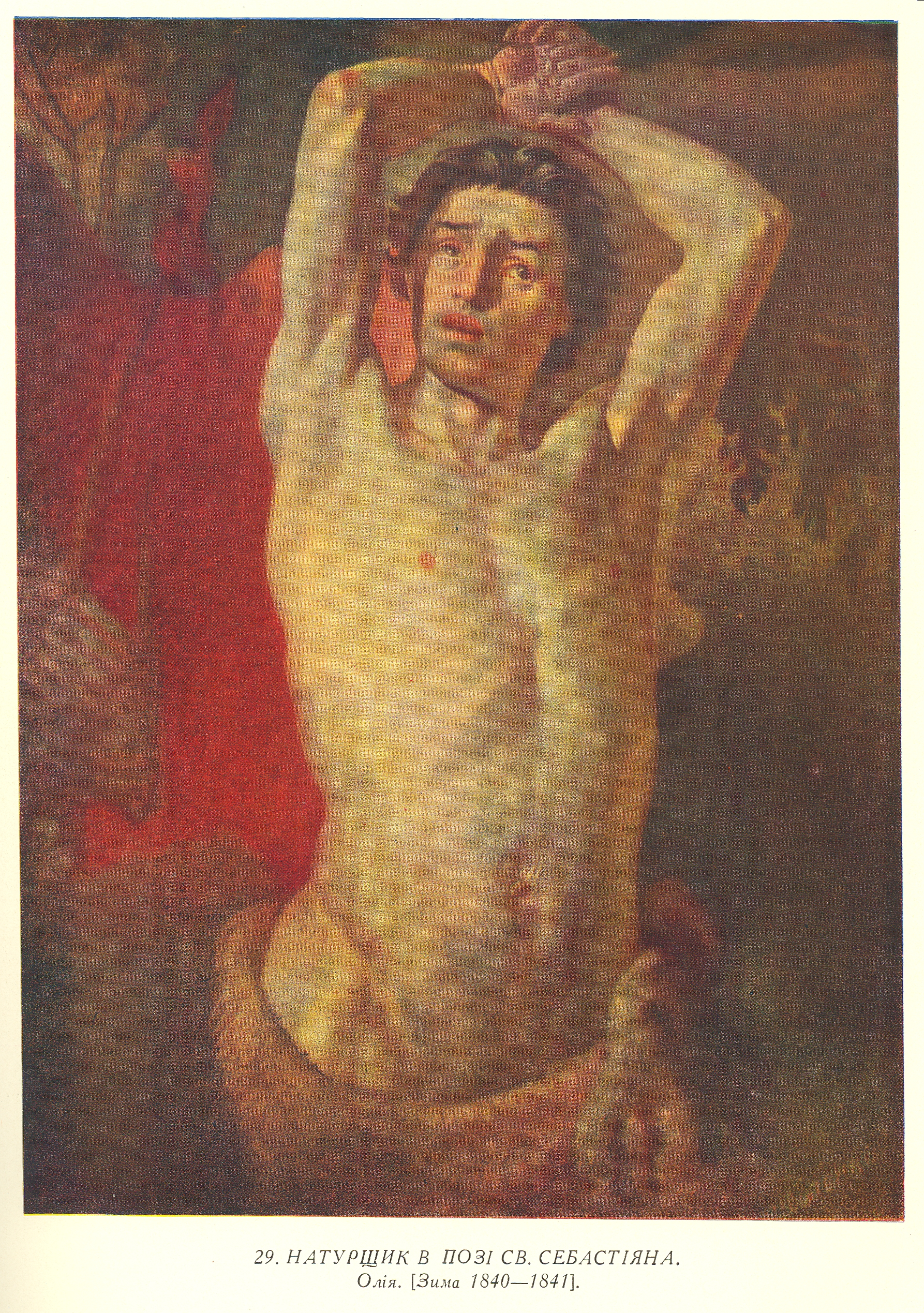
Тарас Шевченко. «Натурщик в позі св. Себастіяна»
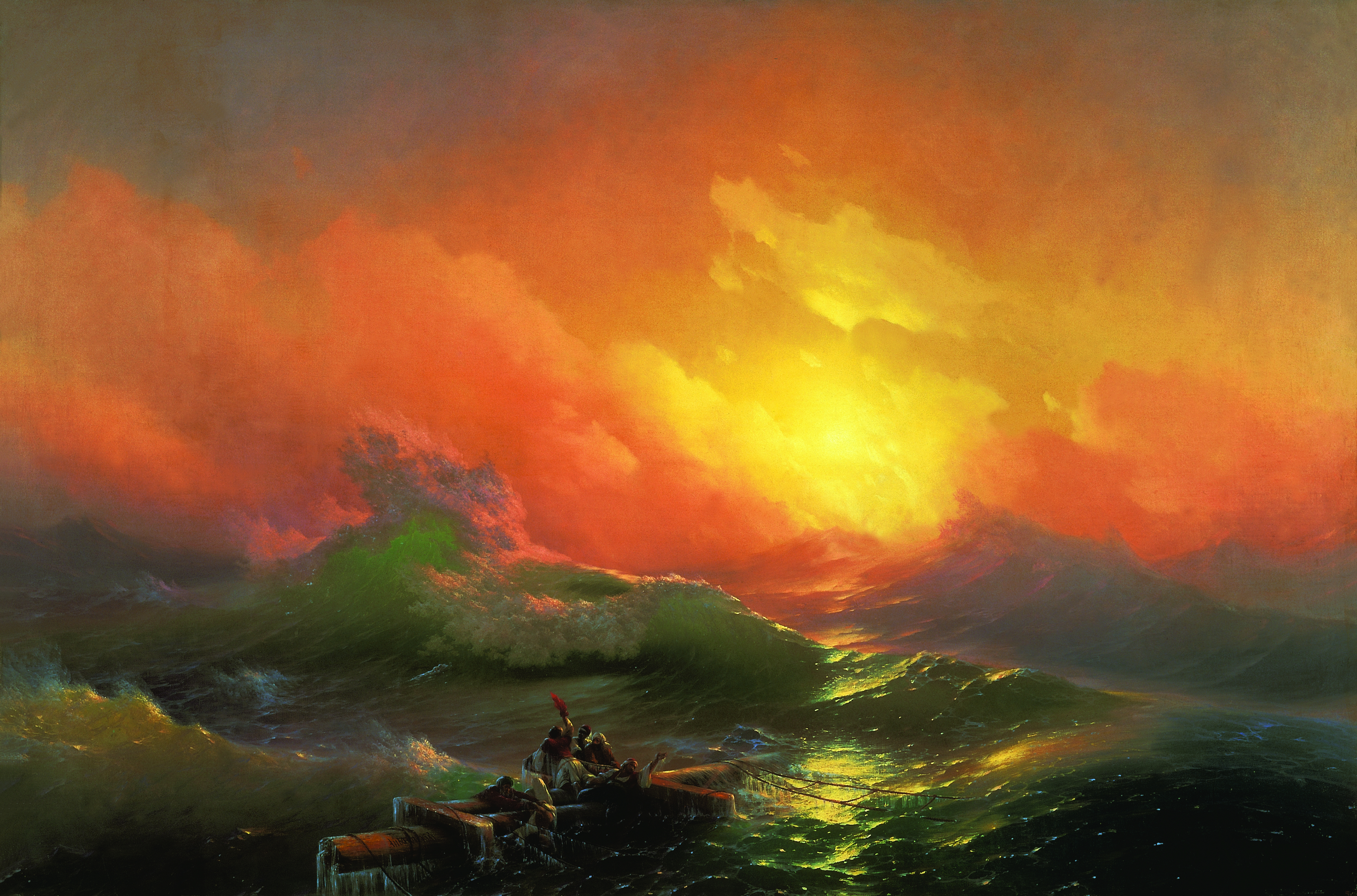
Іван Айвазовський. «Дев'ятий вал», 1850
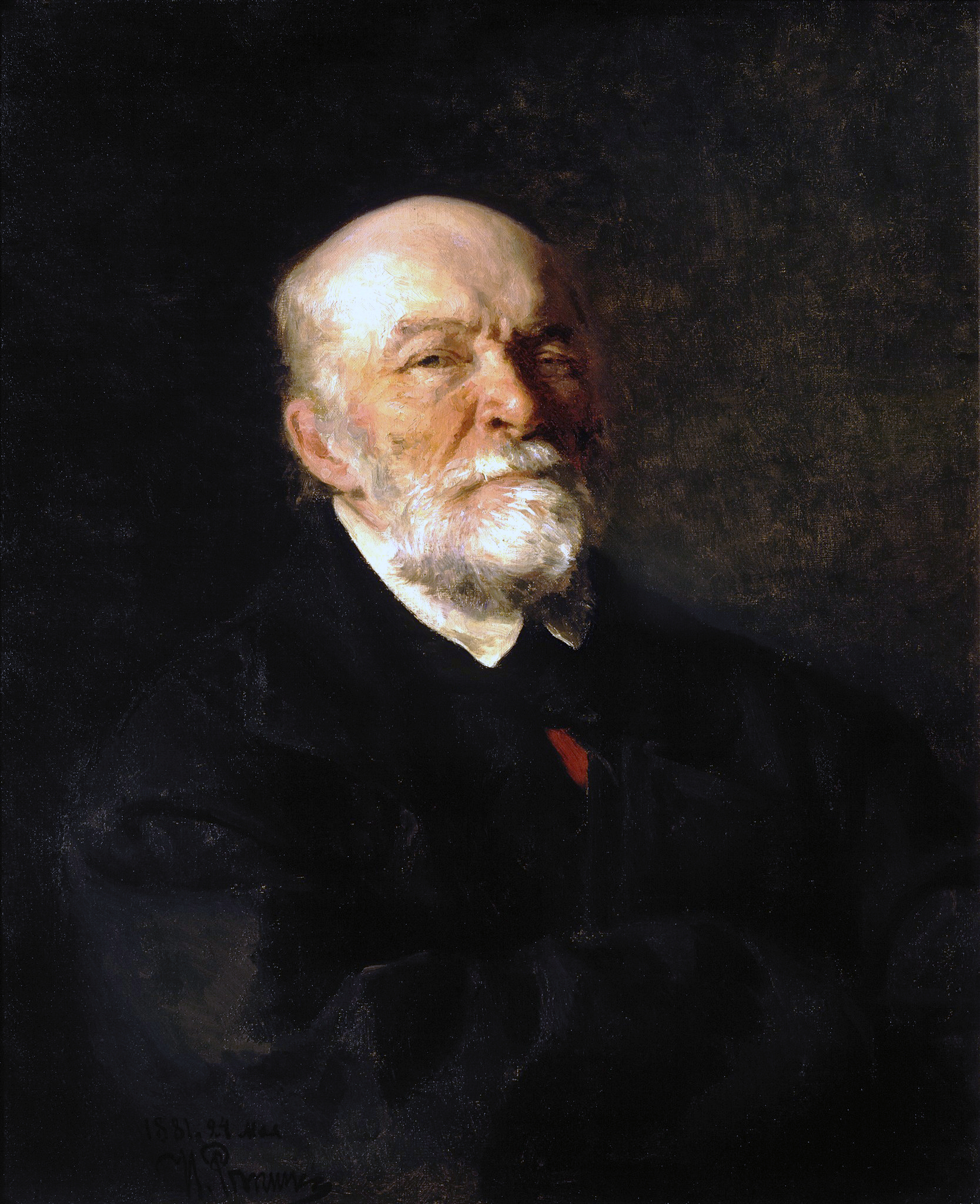
Ілля Рєпін. «Хірург Микола Пирогов», 1881
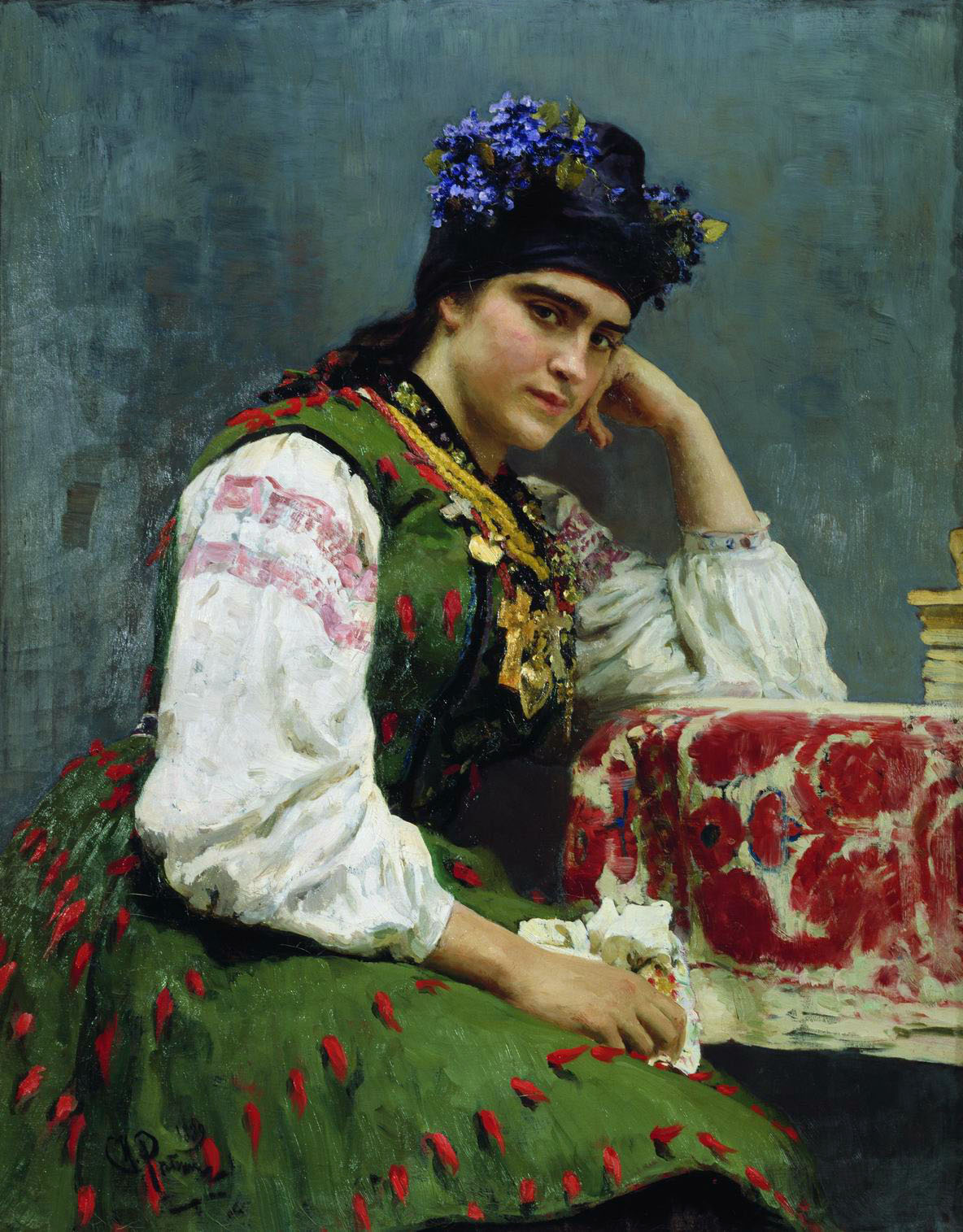
Ілля Рєпін. «Софія Драгомирова в українському вбранні» (донька генерала Драгомирова). 1889
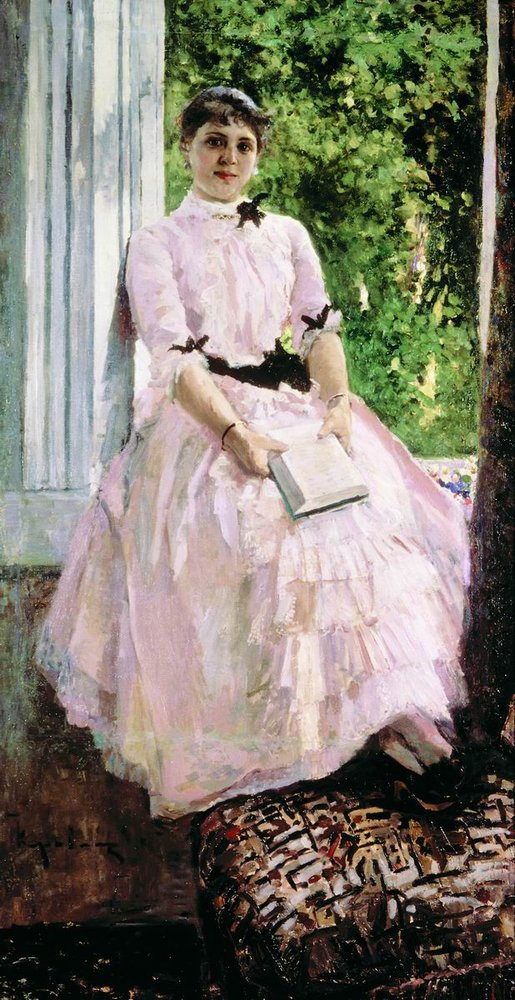
Костянтин Коровін. «Портрет Тетяни Любатович», 1880
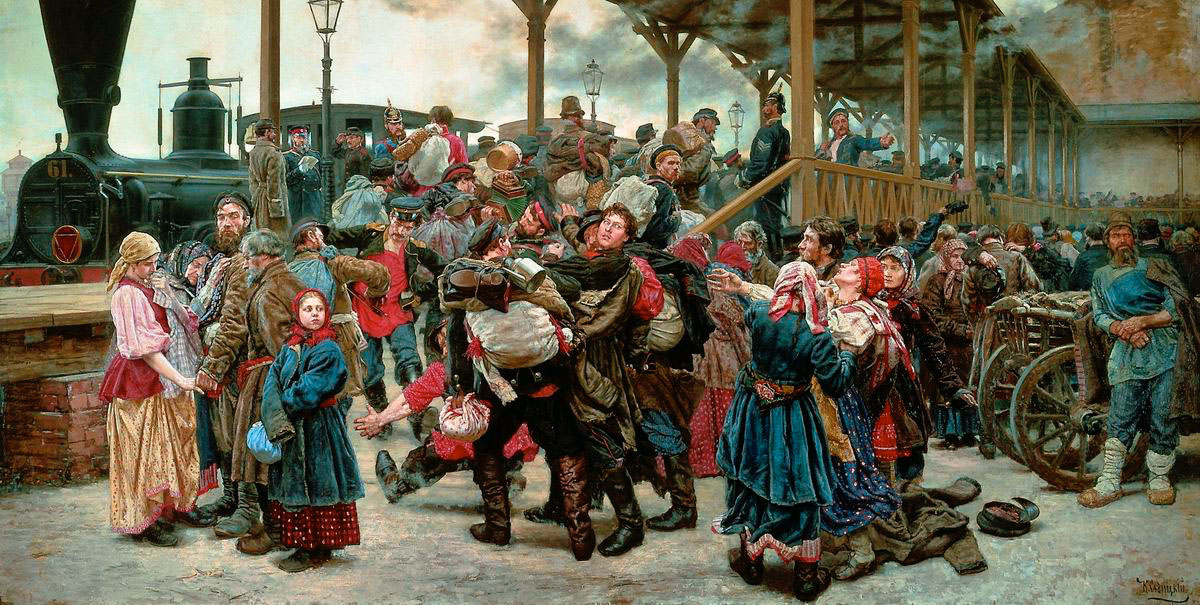
Костянтин Савицький. «На війну», 1888

### Натюрморти в збірці

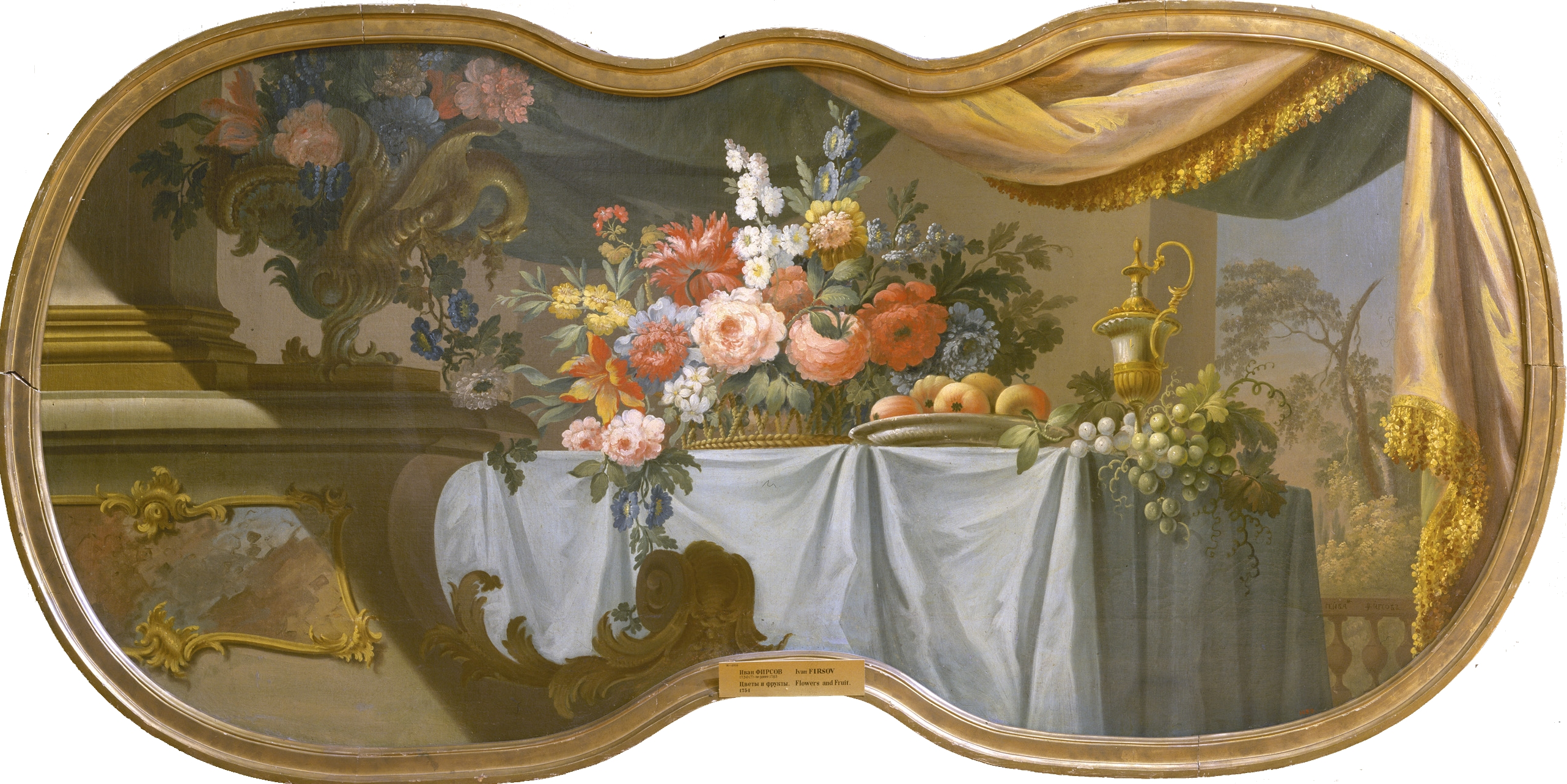
Іван Фірсов. Десюдепорт «Квіти і фрукти на столі», 1754
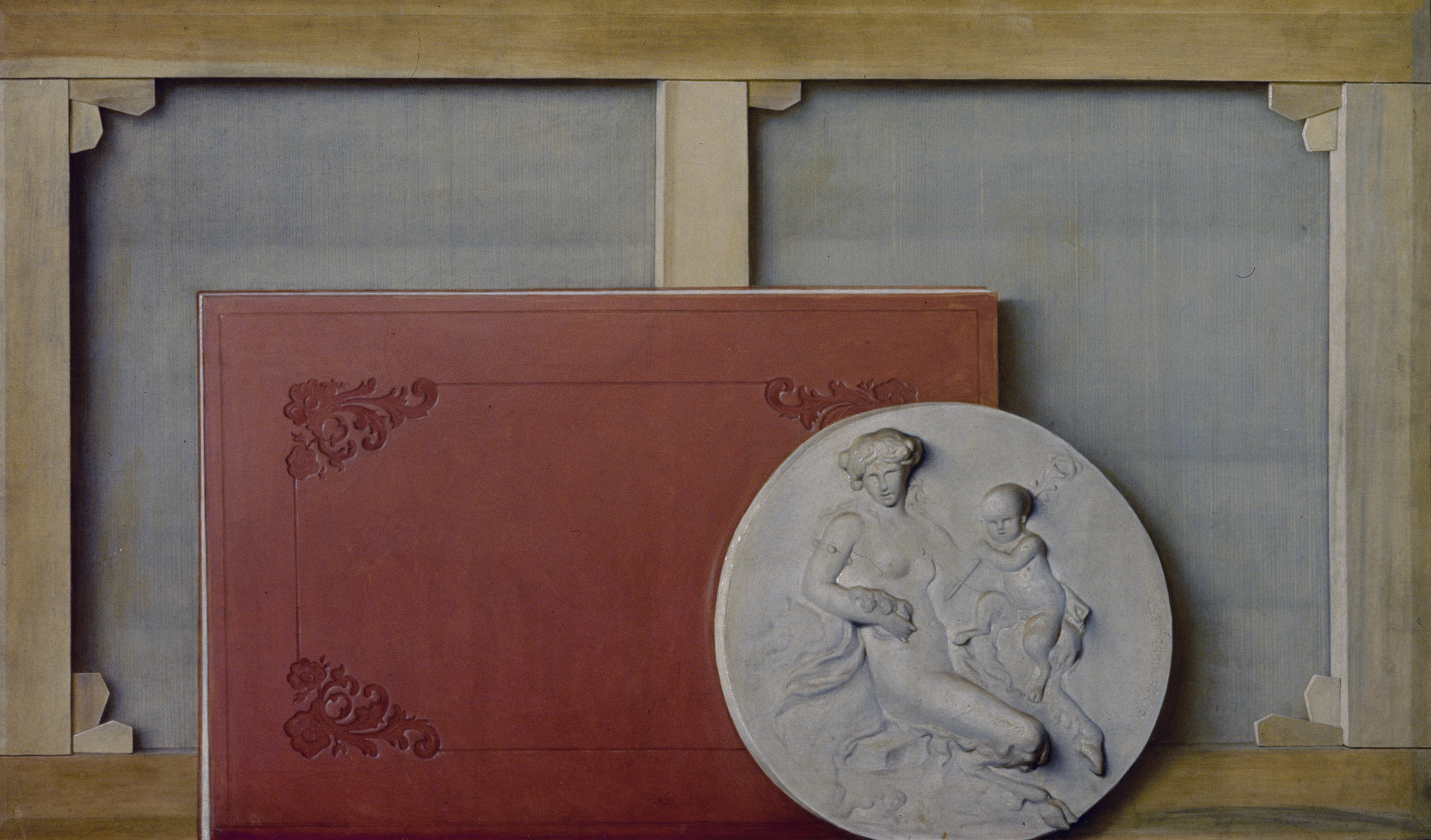
Мордвінов Олександр Миколайович. «Підрамник, папка та гіпсовий рельєф», 1857
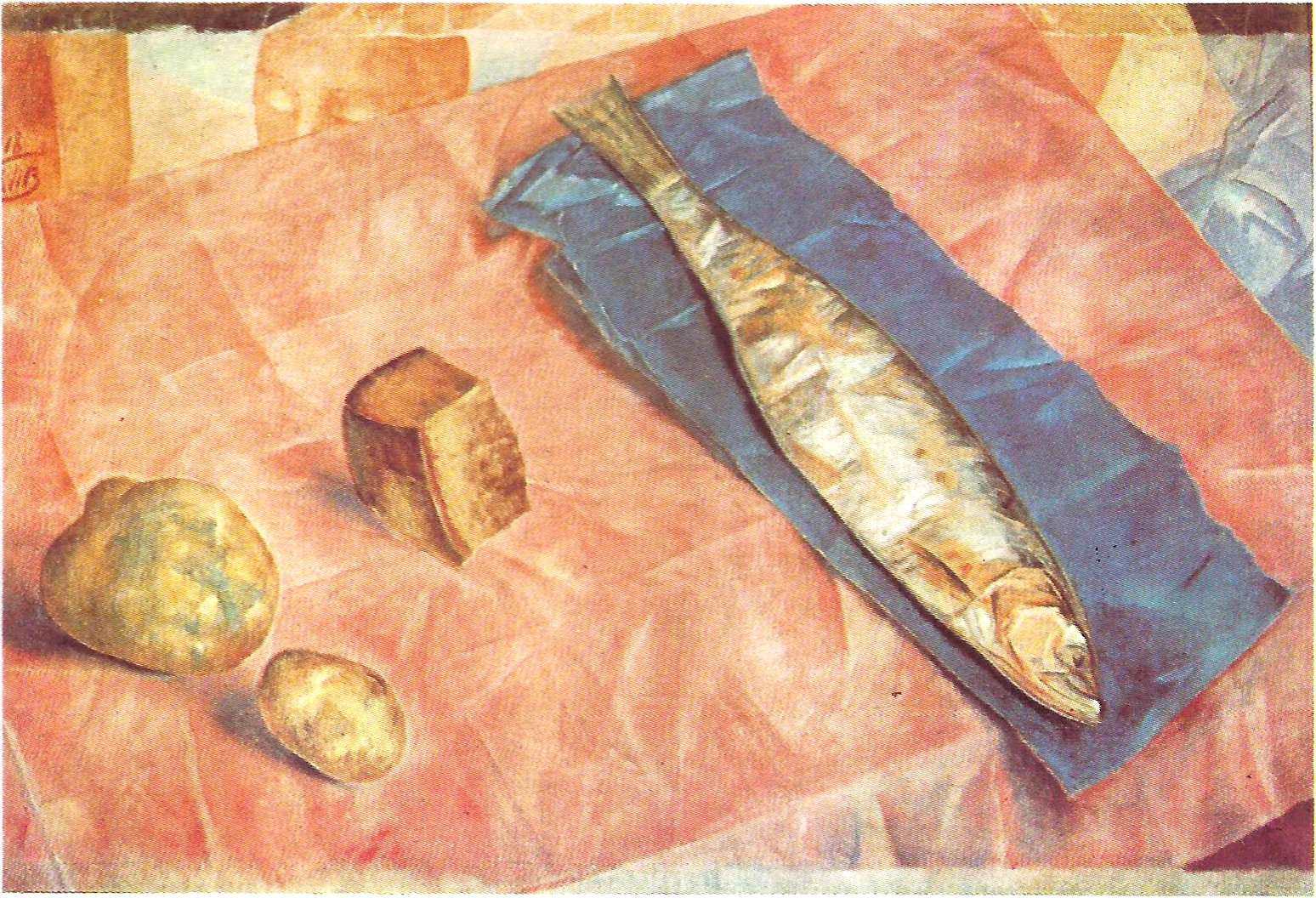
Петров-Водкін Кузьма Сергійович. «Оселедець і чорний хліб», 1918

### Російське мистецтво XX століття

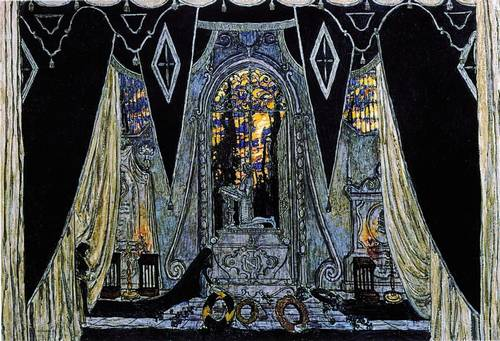
Головін Олександр Якович. Ескіз декорації до опери Даргомизького «Кам'яний гість», 1917
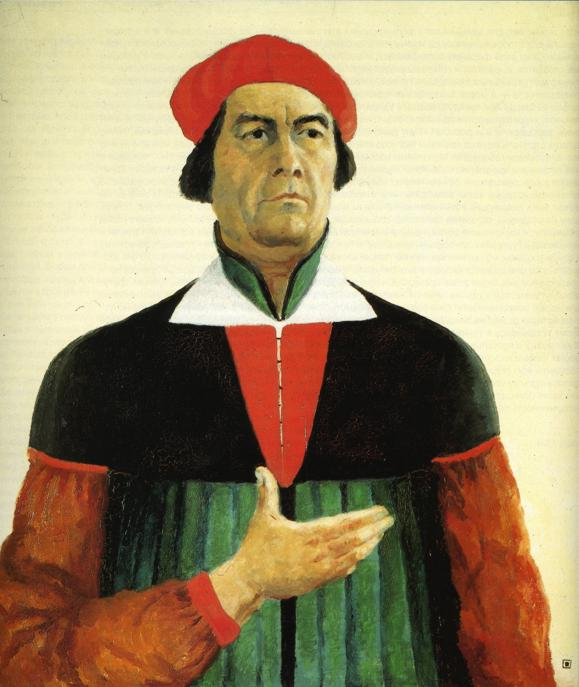
Казимір Малевич, автопортрет
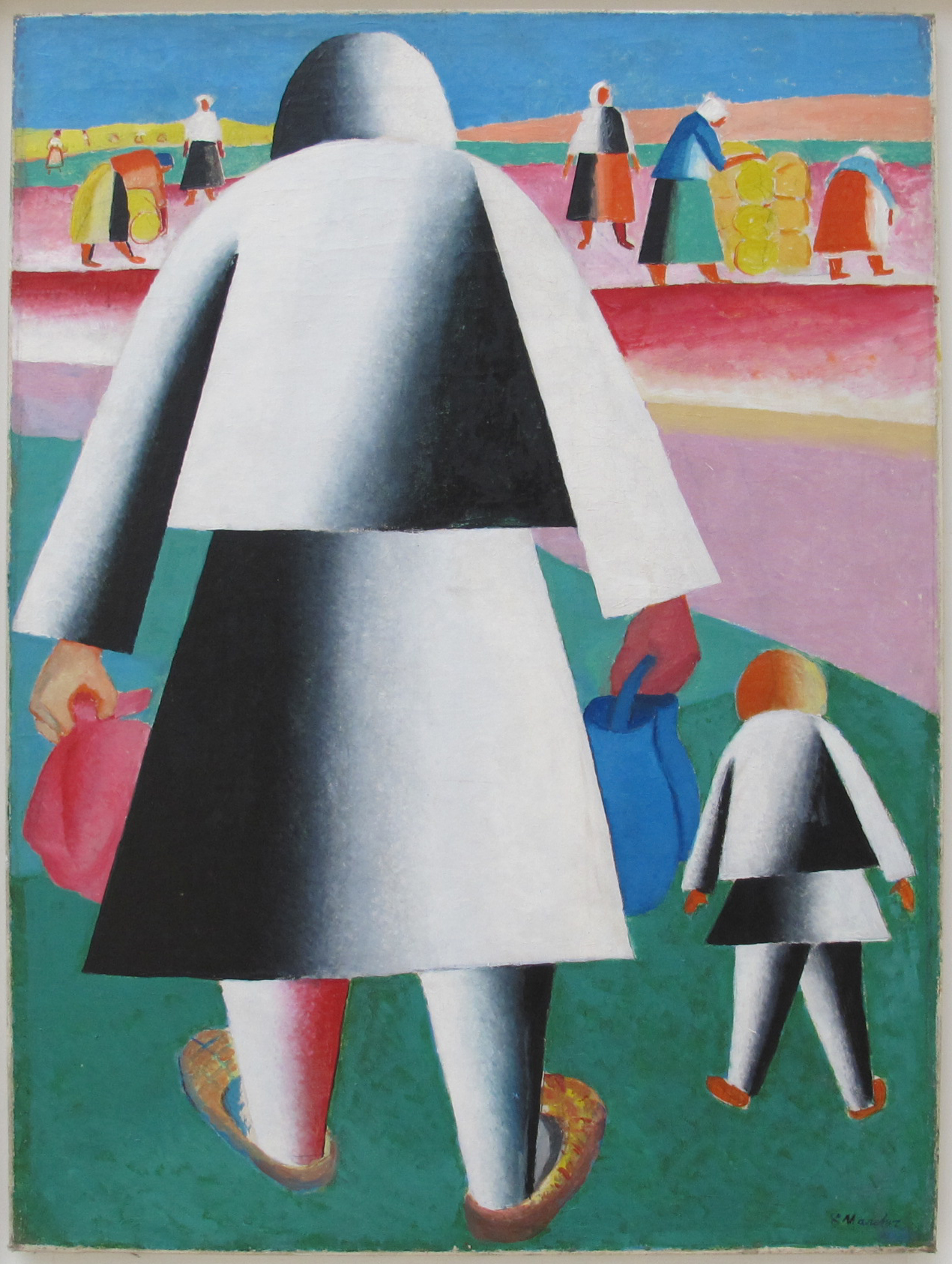
Казимір Малевич, «На жатву (Марфа і Ванька)»
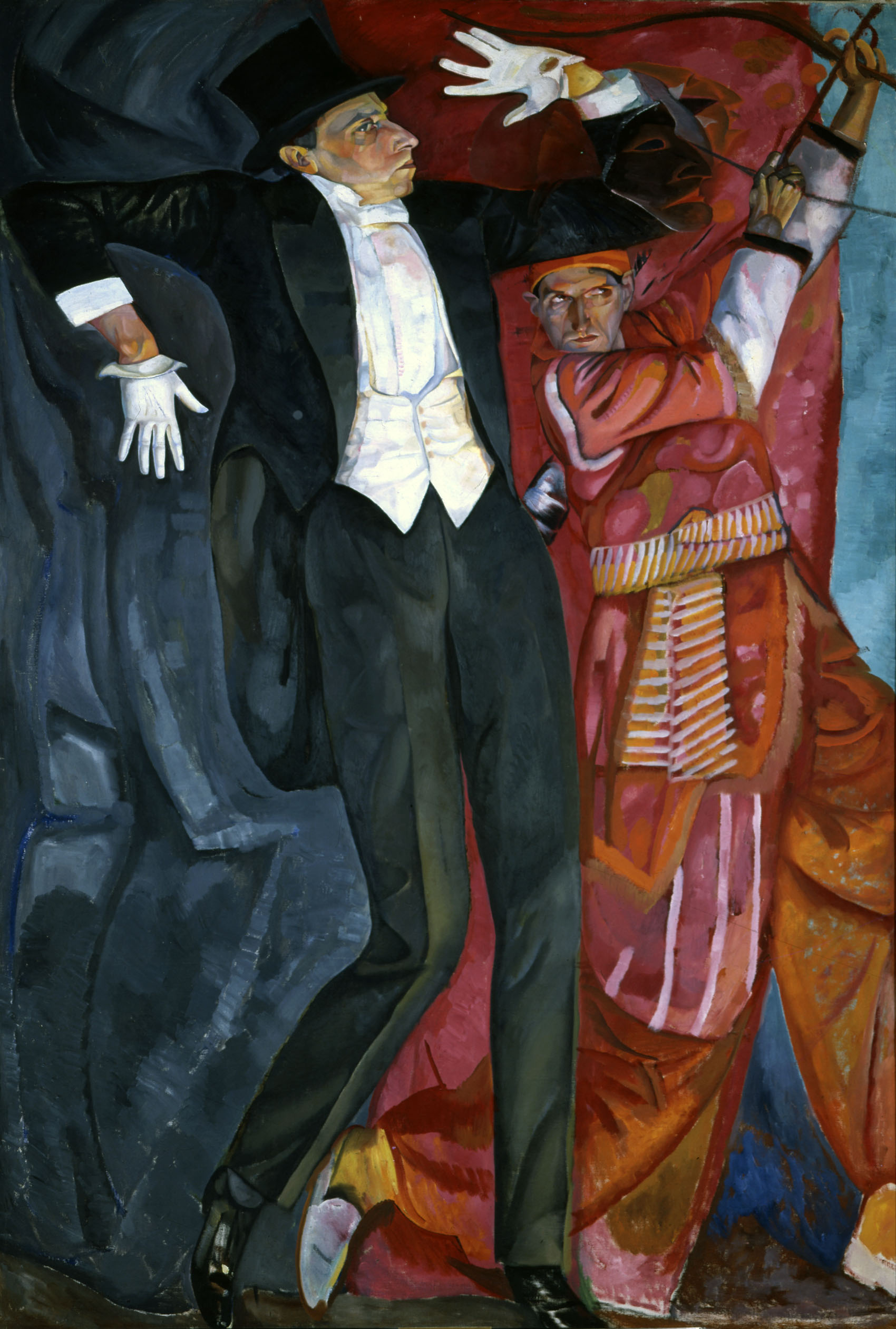
Худ. Григор'єв Борис Дмитрович, «Портрет Всеволода Мейерхольда», 1916
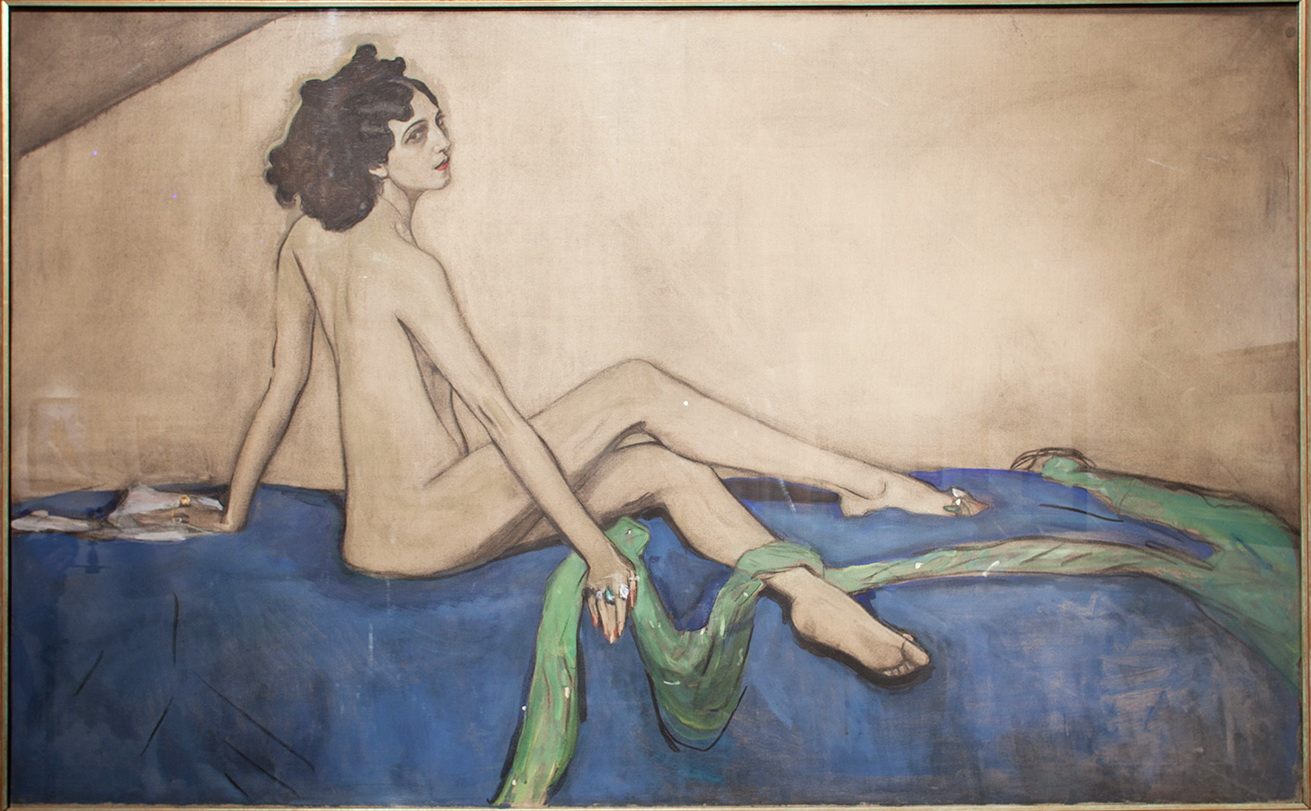
Валентин Сєров, «портрет Іди Рубінштейн» (1910)
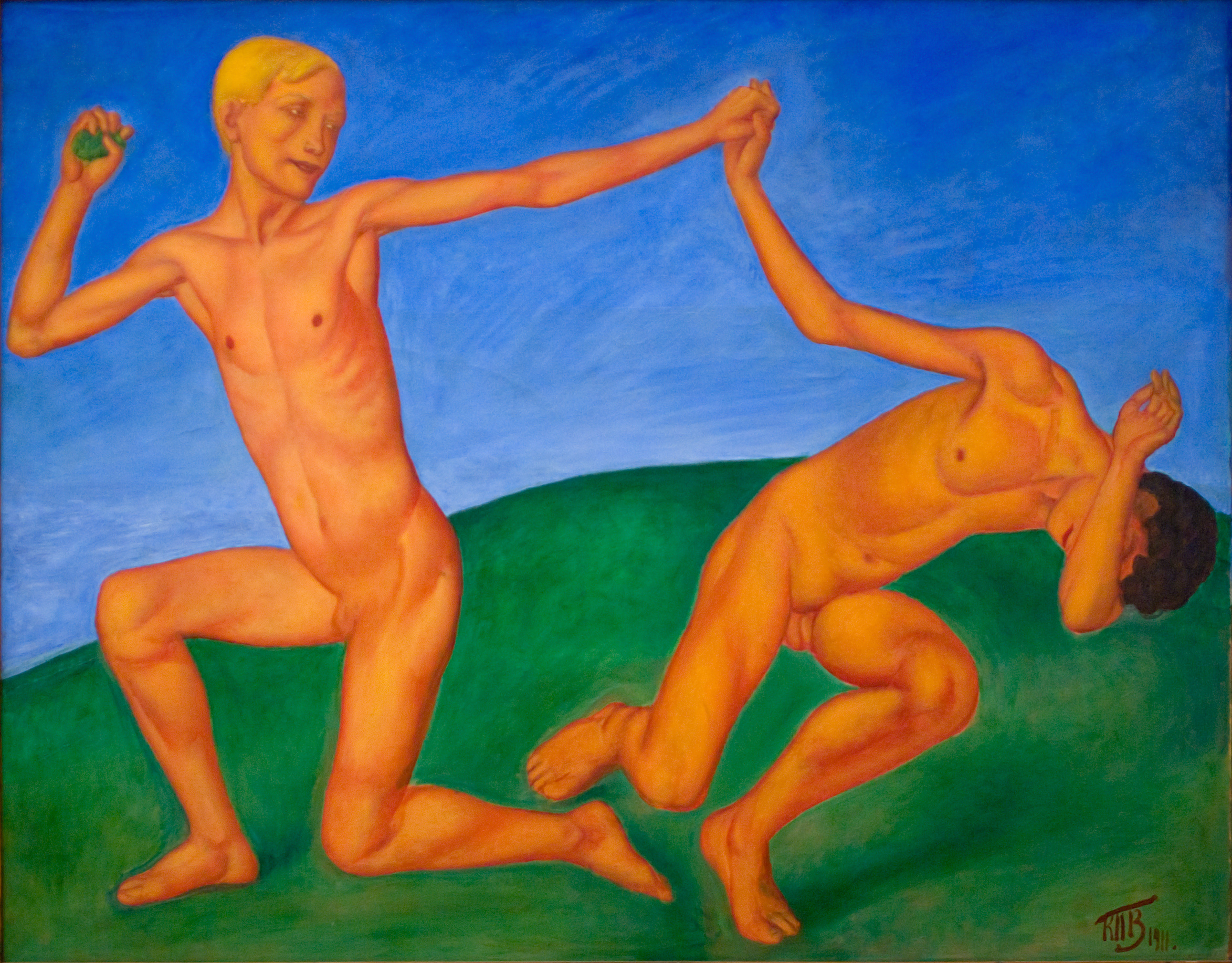
Петров-Водкін, «Хлопчики» (1911)
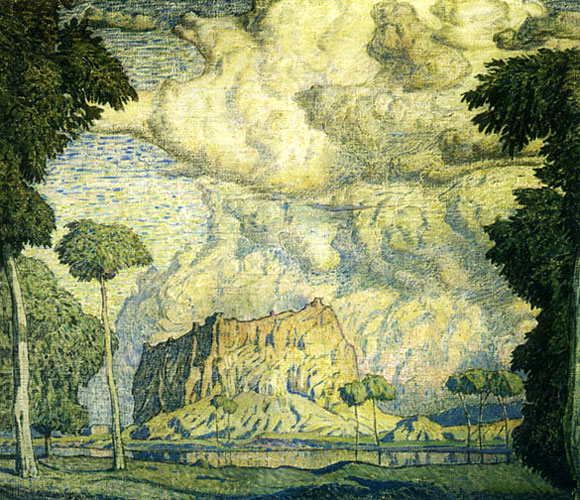
Богаєвський Костянтин Федорович, Тропічний пейзаж, 1906

### Директори Російського музею
- 1895—1917 — Великий Князь Георгій Михайлович Романов
- 1922—1926 — Сичов Микола Петрович
- до 1941 — Балтун Петро Казимирович
- 1941—1945 — Лебедєв Григорій Юхимович (з 1933 — зам. директора)
- 1951—1977 — Пушкарьов Василь Олексійович
- з червня 1988 — Гусєв Володимир Олександрович

### Філії Державного Російського музею

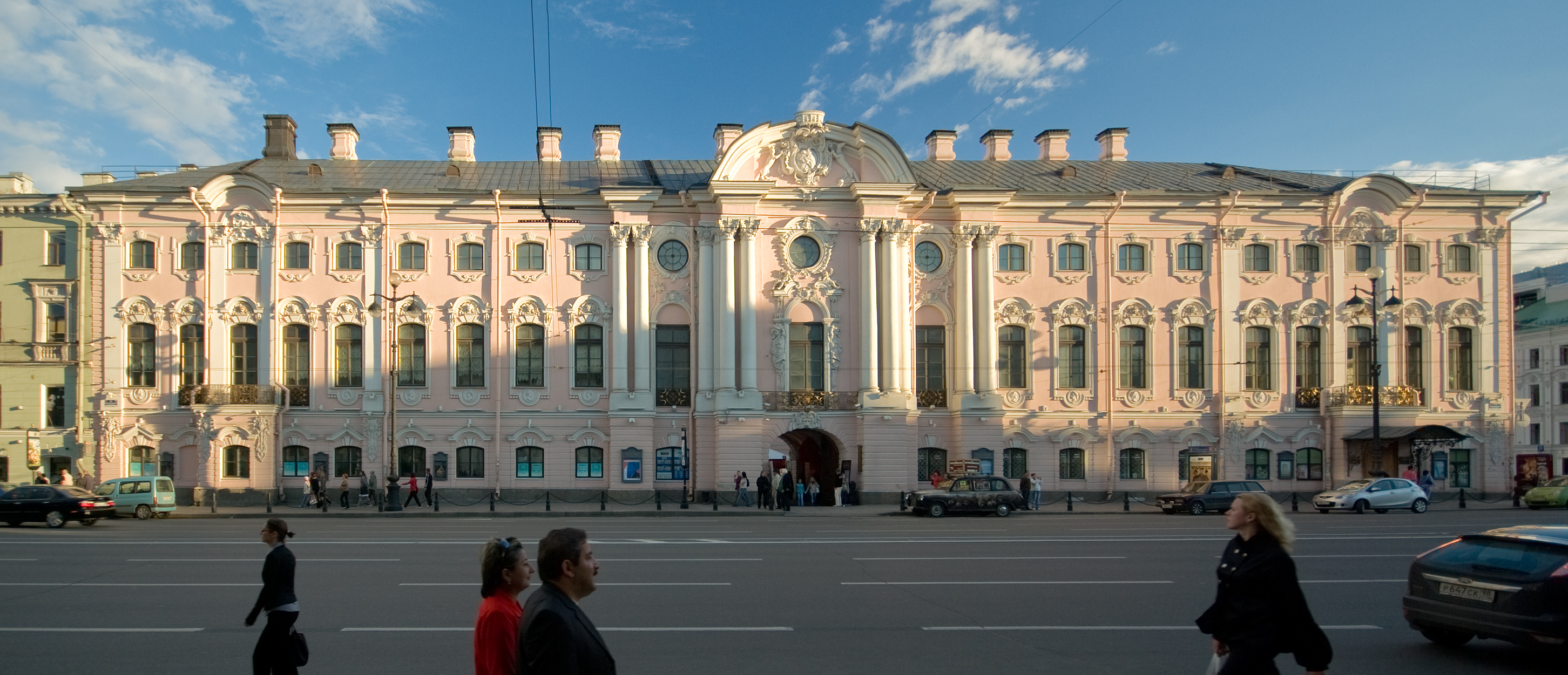
Строгановський палац, фасад на Невському проспекті

- Строгановський палац (архітектор Вартоломей Растреллі)
- Мармуровий палац (архітектор Антоніо Рінальді)
- Михайлівський (Інженерний) замок (архітектори Баженов Василь Іванович, Вінчєнцо Бренна)
- Літній сад
- Будиночок Петра І (дерев'яний, одна з перших будівель міста)
- Літній палац Петра I.